# Besançon
Besançon (AFI: [bəzɑ̃ˈsɔ̃]; in italiano Besanzone, /bezanˈʦone/, oggi meno comune; anticamente anche Bisanzona) è un comune della Francia orientale, capoluogo del dipartimento del Doubs. Situato ai margini del massiccio del Giura a meno di sessanta chilometri dalla Svizzera, è circondato da colline e attraversato dal Doubs.
Capitale della regione storica e culturale della Franca Contea, Besançon costituisce oggi un importante centro amministrativo all'interno della regione amministrativa della Borgogna-Franca Contea ospitando la sede del consiglio regionale e della regione accademica nonché un certo numero di direzioni regionali. È anche sede di una delle quindici province ecclesiastiche francesi e di una delle due divisioni dell'esercito di terra.

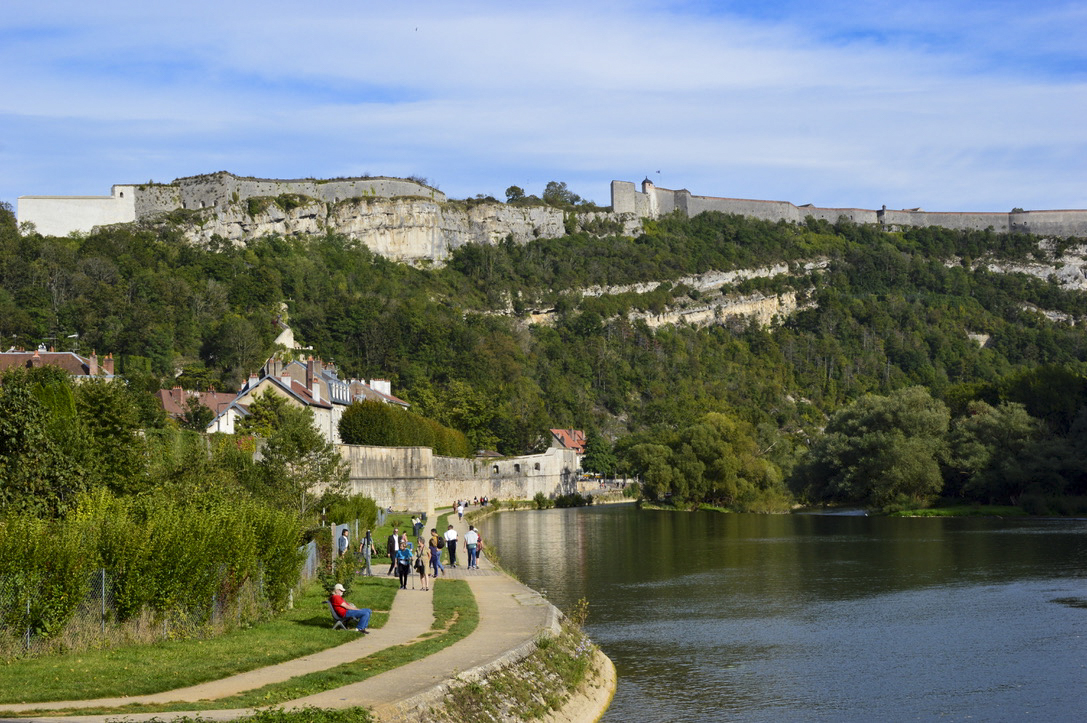
Il fiume Doubs e e la cittadella.

Besançon contava 119 198 abitanti nel 2021, diventando così il 33esimo comune più popoloso della Francia. I suoi abitanti si chiamano Bisontini, in francese Bisontins ([bizɔ̃ˈtɛ̃]). La sua unità urbana ha riunito 141 245 abitanti nel 2021 e la sua area metropolitana, che si estende sui dipartimenti di Doubs, Giura e Alta Saona, contava 283 127 abitanti. È al centro di una comunità intercomunale, Grand Besançon Métropole, che comprende 68 comuni e 197 494 abitanti nel 2021.
Fondata in un meandro del Doubs, la città ha svolto un ruolo importante fin dall'epoca gallo-romana sotto il nome di Vesontio, capitale dei Sequani. La sua geografia e la sua storia specifica ne hanno fatto a sua volta una roccaforte militare, una città presidio, un centro politico e una capitale religiosa.
Culla storica dell'orologeria francese, Besançon ha ereditato questo know-how per diventare un importante polo industriale composto da aziende innovative nel campo della microtecnologia, della micromeccanica e dell'ingegneria biomedica. Città universitaria, la sua università, fondata nel 1423, accoglie ogni anno quasi 30.000 studenti, di cui circa 4.000 tirocinanti provenienti da tutto il mondo, nel suo centro di linguistica applicata.
Proclamata la prima città verde di Francia, la città gode di una riconosciuta qualità della vita. Grazie al suo ricco patrimonio storico e culturale e alla sua architettura unica, Besançon è stata dichiarata Città d'Arte e di Storia dal 1986 e le sue fortificazioni dovute all'architetto militare e maresciallo di Francia Sébastien Le Prestre de Vauban, sono state inserite nella Lista del Patrimonio dell'umanità dell'UNESCO dal 2008.

## Geografia fisica

### Territorio
Besançon è situata alla giunzione della regione del massiccio del Giura con le vaste pianure coltivabili della Franca Contea.
La città si estende sulle rive destra e sinistra del fiume Doubs ad un'altitudine media di 250 m s.l.m. Il corso d'acqua forma intorno alla collina di Saint-Étienne (dove si trova la famosa cittadella), un meandro di circa un chilometro al cui interno è ubicata la città vecchia, quartiere denominato per l'appunto "La Boucle", ossia il meandro.
Besançon è circondata da una serie di 7 colline (per le quali la si compara a Roma): Chaudanne (alt. max.422 m s.l.m.), Bregille (458 m), Saint-Étienne (371 m), la Roche d'Or (316 m), Planoise (490 m), Rosemont (466 m), Fort-Benoit (360 m). Il punto culminante del comune è il forte di Chailluz che con i suoi 620 m s.l.m. domina la cresta di Avant-Monts.

### Clima
Il clima, spesso variabile, è allo stesso tempo sottomesso ad un'influenza oceanica (frequenti precipitazioni in tutte le stagioni) e continentale (inverni rigidi con forti gelate e nevicate ed estati calde e secche).
| Mese                  | Mesi         | Mesi         | Mesi         | Mesi        | Mesi        | Mesi        | Mesi        | Mesi        | Mesi        | Mesi        | Mesi         | Mesi         | Stagioni | Stagioni | Stagioni | Stagioni | Anno    |
| Mese                  | Gen          | Feb          | Mar          | Apr         | Mag         | Giu         | Lug         | Ago         | Set         | Ott         | Nov          | Dic          | Inv      | Pri      | Est      | Aut      | Anno    |
| --------------------- | ------------ | ------------ | ------------ | ----------- | ----------- | ----------- | ----------- | ----------- | ----------- | ----------- | ------------ | ------------ | -------- | -------- | -------- | -------- | ------- |
| T. max. media (°C)    | 5,2          | 7,0          | 11,4         | 15,2        | 19,5        | 22,8        | 25,3        | 25,0        | 20,7        | 16,0        | 9,5          | 5,7          | 6,0      | 15,4     | 24,4     | 15,4     | 15,3    |
| T. min. media (°C)    | −0,7         | −0,2         | 2,7          | 5,2         | 9,3         | 12,4        | 14,5        | 14,1        | 10,9        | 7,6         | 2,9          | 0,4          | −0,2     | 5,7      | 13,7     | 7,1      | 6,6     |
| T. max. assoluta (°C) | 18,6 (2023)  | 21,7 (1960)  | 25,1 (2021)  | 29,1 (1893) | 32,2 (1892) | 36,6 (2022) | 40,3 (1921) | 38,3 (2003) | 34,6 (1949) | 30,1 (2009) | 23,0 (1899)  | 20,8 (1989)  | 21,7     | 32,2     | 40,3     | 34,6     | 40,3    |
| T. min. assoluta (°C) | −20,7 (1985) | −20,6 (1956) | −14,1 (2005) | −5,2 (1952) | −2,4 (1909) | 2,1 (1936)  | 4,5 (1970)  | 3,4 (1885)  | −0,1 (1931) | −6,1 (1887) | −11,3 (1915) | −19,3 (1939) | −20,7    | −14,1    | 2,1      | −11,3    | −20,7   |
| Precipitazioni (mm)   | 86,3         | 79,7         | 92,0         | 94,2        | 114,8       | 101,5       | 90,0        | 91,9        | 107,2       | 115,7       | 104,4        | 109,2        | 275,2    | 301,0    | 283,4    | 327,3    | 1 186,9 |
| Giorni di pioggia     | 13           | 12           | 12           | 11          | 13          | 11          | 10          | 10          | 10          | 12          | 13           | 13           | 38       | 36       | 31       | 35       | 140     |

## Origini del nome
La prima testimonianza scritta sulla città di cui siamo a conoscenza appare nel De Bello Gallico di Giulio Cesare sotto il nome di Vesontionem, che nel 58 a.C. rappresentava la più grande città dei sequani, un popolo celtico della Gallia (vedi De Bello Gallico, Libro primo, paragrafo 38)
Nel IV secolo d.C., una B sostituisce la V di Vesontionem e il nome diviene Besontio o Bisontion, per subire numerose trasformazioni durante i secoli fino a divenire Besançon intorno alla metà del XIII secolo.

## Storia

### Periodo gallo-romano
La città è famosa per essere stata uno degli oppida più importanti della Gallia ai tempi della conquista di Gaio Giulio Cesare. Il suo nome era "Vesonzione" (Vesontio in latino), e apparteneva al popolo celta dei Sequani.
I Romani ingrandirono la città, costruendo numerosi edifici da una parte e l'altra del kardo (l'attuale Grande Rue), e perfino dall'altra parte del fiume Doubs dove costruirono un anfiteatro che poteva contenere fino a 20 000 persone (attuale Rue d'Arènes). Altre vestigia dell'epoca romana sono la Porta Nera (eretta sotto Marco Aurelio nel 175 d.C.), i condotti dell'acquedotto, alcuni mosaici tra i quali spicca quello detto "la Medusa" ritrovato in una domus romana cittadina.
La città, per la sua fortissima posizione strategica, divenne alla fine del III secolo sotto Diocleziano capitale della provincia Maxima Sequanorum. Cristianizzata a partire dal secolo III, divenne infine sede vescovile.
Durante la tarda antichità, fu sottomessa dai Burgundi, poi dai Franchi.

### Periodo medievale
Appartenente al regno dell'Alta Borgogna e poi a quello di Arles (secolo X), divenne con l'arcivescovo Ugo I di Salins (1031-67) principato dell'impero (1034; Erzstift Bizant), con diritto di voto alle diete; dopo un secolo di lotte contro il potere arcivescovile, la cittadinanza ottenne l'immediatezza imperiale alla fine del XIII secolo. La città, rimanendo fedele all'impero, a partire dal 1290 circa si autogovernerà (per quasi 400 anni) grazie ad un consiglio comunale di 28 cittadini eletti a suffragio universale maschile e ad un consiglio di 14 nominati dai consiglieri.
Col tempo subì l'influenza dello Stato borgognone, fino a che il matrimonio tra Maria di Borgogna e Massimiliano I d'Asburgo nel 1493, fece diventare la città quasi un dominio asburgico de facto: ciò fu dovuto alla particolare natura giuridica dello statuto di città libera dell'Impero, una città dotata di grande autonomia interna ma soggetta all'imperatore; essendo Massimiliano I un Asburgo, il matrimonio del 1493 fece diventare la soggezione formale un'influenza politica reale e significativa.

### Periodo moderno
In ogni caso l'autonomia interna non fu intaccata, e nel 1526 Besançon ottenne da Carlo V anche il diritto di battere moneta. Grazie ai favori dell'imperatore asburgico, nella prima metà del XVI secolo la città divenne la quinta città in numero d'abitanti di tutto l'Impero con quasi 10 000 abitanti, abbellendosi allo stesso tempo di monumenti quali il palazzo Granvelle e il municipio (la cui facciata è ornata di una statua di Carlo V).
A partire dal 1554 fu completamente circondata dalla provincia spagnola della Franca Contea e passò quindi sotto il protettorato spagnolo, perdendo gran parte della sua sovranità.
A partire dagli inizi del XVII secolo, Besançon cominciò ad essere direttamente coinvolta nelle guerre che contrapponevano i grandi blocchi europei. In particolare la guerra dei Dieci Anni (1634-1644), fase locale della Guerra dei Trent'Anni, portò la fame e la peste in città. La pace di Vestfalia (1648) sancì infine la perdita dell'immediatezza imperiale da parte della città, e il suo conseguente passaggio sotto il dominio diretto della Spagna anche de iure, seppure l'intera provincia rimanesse ancora parte dell'Impero.
Nel 1674 Enrico Giulio di Borbone, Principe di Condé, conquistò la città, in nome del Re Sole, dopo un mese di assedio. De facto francese, Besançon entrò ufficialmente a far parte del Regno di Francia nel 1678 (trattato di Nimega) diventando la capitale dell'intera Franca Contea. Fortificata da Vauban, l'antica Vesontio divenne caposaldo della difesa francese a oriente.
L'arcivescovo seguitò a mantenere fino al 1792 alcune prerogative sovrane e in particolare, come principe dell'Impero, il diritto di voto alla Dieta imperiale (Reichstag).

### Periodo contemporaneo
Durante la rivoluzione industriale, si cominciò a sviluppare in città l'industria dell'orologeria, accanto al tessile e alla metallurgia. Nel 1860 Besançon organizzò l'esposizione universale soprattutto per pubblicizzare la propria industria orologeria. Nel 1871 la città è agitata da idee rivoluzionarie, e conosce un progetto di Comune di Besançon.
La città ha inoltre dato i natali a Auguste e Louis Lumière, imprenditori noti per l'invenzione del proiettore cinematografico.
La costruzione di uno stabilimento termale e di un casinò, rese nota la città in tutta la Francia sotto il nome di Besançon-les-Bains. Durante i conflitti del XX secolo la città venne toccata da vicino soprattutto dalla Seconda Guerra Mondiale, quando subì l'occupazione tedesca a partire dal giugno del 1940. Besançon si trovò infatti nella zona d'occupazione fino al 6 settembre del 1944.
A partire dagli anni 50, la città assisté ad una crescita demografica che portò alla costruzione di numerosi quartieri periferici, il più noto tra i quali è Planoise, che si situa all'estremo est del territorio comunale in direzione di Dole. La popolazione praticamente raddoppiò nel giro di trent'anni, passando dai 63.508 (1946) ai 120.315 (1975) abitanti. Besançon infatti negli anni Cinquanta e Sessanta era una città prettamente industriale, punta dell'industria dell'orologeria francese (anche se in calo rispetto agli anni dell'ante guerra), con buona presenza anche del settore tessile (la fabbrica Rhodiaceta con 3300 salariati nel 1966, o l'azienda Weil con 1500 salariati nel 1965). Nel 1960 diviene capitale di regione.
Con la crisi petrolifera del 1973, iniziano le chiusure o le delocalizzazioni delle grandi aziende presenti nel suolo comunale. Le chiusure di Lip (1977), della Rhodia (1982), di Kelton-Timex (1983), contribuiscono a far scomparire circa 10.000 posti di lavoro nell'arco di quindici anni. A partire dal 1982, il Comune reagisce e la città poco a poco passa da una vocazione industriale ad una terziaria, divenendo allo stesso tempo luogo di sviluppo economico per aree specifiche quali la meccanica di precisione e le nanotecnologie.

### Simboli
Lo stemma della città di Besançon ha la seguente blasonatura: d'oro, all'aquila di nero tenente con gli artigli due colonne di rosso attraversanti sulle ali.
La presenza dell'aquila imperiale risale all'epoca in cui la città era parte del Sacro Romano Impero, e richiama il possesso dell'immediatezza imperiale.

## Monumenti e luoghi d'interesse

### Architetture religiose
Dopo aver acquisito una sede episcopale a partire dal III secolo, le chiese e le abbazie si moltiplicarono durante il periodo dell'Alto Medioevo. Importanti costruzioni o ricostruzioni di edifici religiosi avvennero poi nell'XI secolo durante l'episcopato di Ugo I di Salins e molte chiese furono abbellite o ricostruite dopo la conquista francese del 1674. Nel 1842 la Chiesa di Santo Spirito fu ceduta ufficialmente al comunità protestante mentre la comunità ebraica ha inaugurato la sua sinagoga nel 1869. Infine, la comunità musulmana ha fatto costruire due moschee alla fine del XX secolo e all'inizio del XXI secolo.
L'edificio religioso più importante dedicato al culto cattolico di Besançon è la Cattedrale di San Giovanni, di architettura gotica, risalente ai secoli IX, XII e XVIII. Ha due absidi e contiene un capolavoro di Fra Bartolomeo, il quadro della Madonna in gloria con santi e donatore dipinto nel 1512. La cattedrale domina l'antico quartiere religioso che comprende l'arcidiocesi di Besançon situata nell'ex Hôtel Boitouset e l'antico palazzo arcivescovile attualmente occupato dal Rettorato dell'Accademia. Il Seminario maggiore fu costruito dal 1670 al 1695 dall'arcivescovo Antoine-Pierre I di Grammont e completato a XVIII secolo con l'innalzamento del portale e la costruzione di un bellissimo edificio principale sulla facciata. La cappella ha un'elegante facciata a due piani di lesene corinzie sulla strada. Il suo portale è sormontato da un timpano dove lo scultore Huguenin rappresentò una Madonna col Bambino nel 1848.
All'altra estremità del vecchio cardo e dell'attuale Grande Rue, si trova la chiesa di Sainte-Madeleine costruita dal 1746 al 1766 su progetto di Nicolas Nicole. Fu finalmente completato nel 1828-1830 con la costruzione delle sue due torri, una delle quali serviva da trespolo per il famoso automa meccanico carillonneur di Jacquemart. Il suo tetto è costituito da tegole policrome smaltate.
Proprio nel cuore del centro cittadino, la chiesa di Saint-Pierre, costruita dal bisontin Claude Joseph Alexandre Bertrand dal 1782 al 1786, colpisce per l'altezza del suo campanile che fungeva da campanile per il municipio di fronte. La chiesa di Saint-Maurice, fondata nel VI secolo, fu ricostruita dal 1711 al 1714 con una facciata in stile gesuita sormontata da un carillon. La chiesa di Notre-Dame corrisponde all'antica abbazia benedettina di Saint-Vincent, fondata nell'XI secolo. Fu sotto l'Impero che divenne la chiesa parrocchiale di Notre-Dame. La sua facciata è stata progettata nel 1720 dall'architetto Jean-Pierre Galezot. Sono ancora visibili il grande portale d'ingresso all'abbazia e il campanile cinquecentesco. Oggi è occupato dalla Facoltà di Lettere e Scienze Umane. La chiesa di Saint-François-Xavier, ex cappella del collegio dei Gesuiti, fu costruita tra il 1680 e il 1688. La sua pianta è a croce latina circondata da piccole cappelle laterali. Fu dismesso nel 1975. L'abbazia di Saint-Paul, la chiesa dell'antica abbazia fondata intorno al 628 da San Donato, arcivescovo di Besançon, fu ricostruita nel XIV e XV secolo. Ha un bellissimo vaso gotico. La cappella Notre-Dame-du-Foyer, costruita dal 1739 al 1745 dal bisontin Nicolas Nicole, era precedentemente la cappella del Couvent du Refuge prima di essere annessa all'ospedale Saint-Jacques nel 1802.
Fuori dal centro storico, tra gli edifici cattolici di rilievo, è la basilica di Saint-Ferjeux di stile romano-bizantino costruita sulla grotta dei santi patroni di Besançon San Ferruccio e San Ferreolo. Notre-Dame des Buis, cappella ottocentesca, domina il paese a 491 metri di altitudine.
Nel 1842 alla comunità protestante fu assegnato l'ex Hospice du Saint-Esprit, ora Tempio dello Spirito Santo. Si tratta di un edificio gotico del XIII secolo con una cappella del XV secolo e privato del suo campanile durante la Rivoluzione. Si distingue per la sua galleria in legno intagliato, capolavoro di un artista anonimo. Il suo portale neogotico fu realizzato nel 1841 dall'architetto Alphonse Delacroix al posto del vecchio portico. La comunità ebraica, fiorente in città a metà del XIX secolo, fece costruire la sinagoga di Besançon dal 1869 al 1871 su progetto dell'architetto Pierre Marnotte. Elencato come monumento storico nel 1984, è particolarmente notevole per il suo stile moresco ispirato all'Alhambra di Granada. I luoghi di culto di più recente costruzione a Besançon sono di fede musulmana: si tratta della Moschea Sounna edificata alla fine del XX secolo su un terreno ceduto dalla città nel quartiere Saint-Claude e dell'Al-Fath situato nel quartiere Planoise.

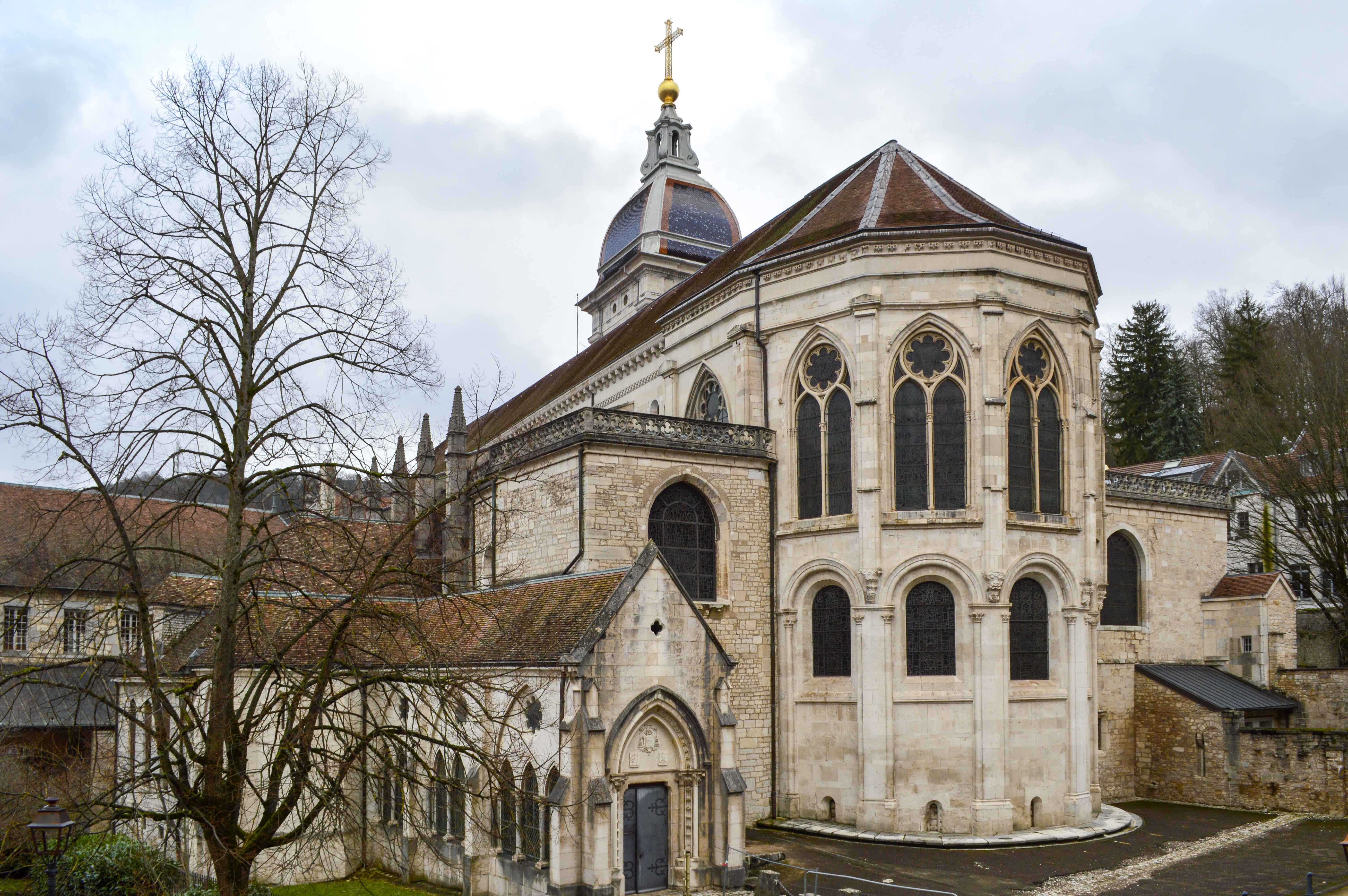
Cattedrale di San Giovanni.
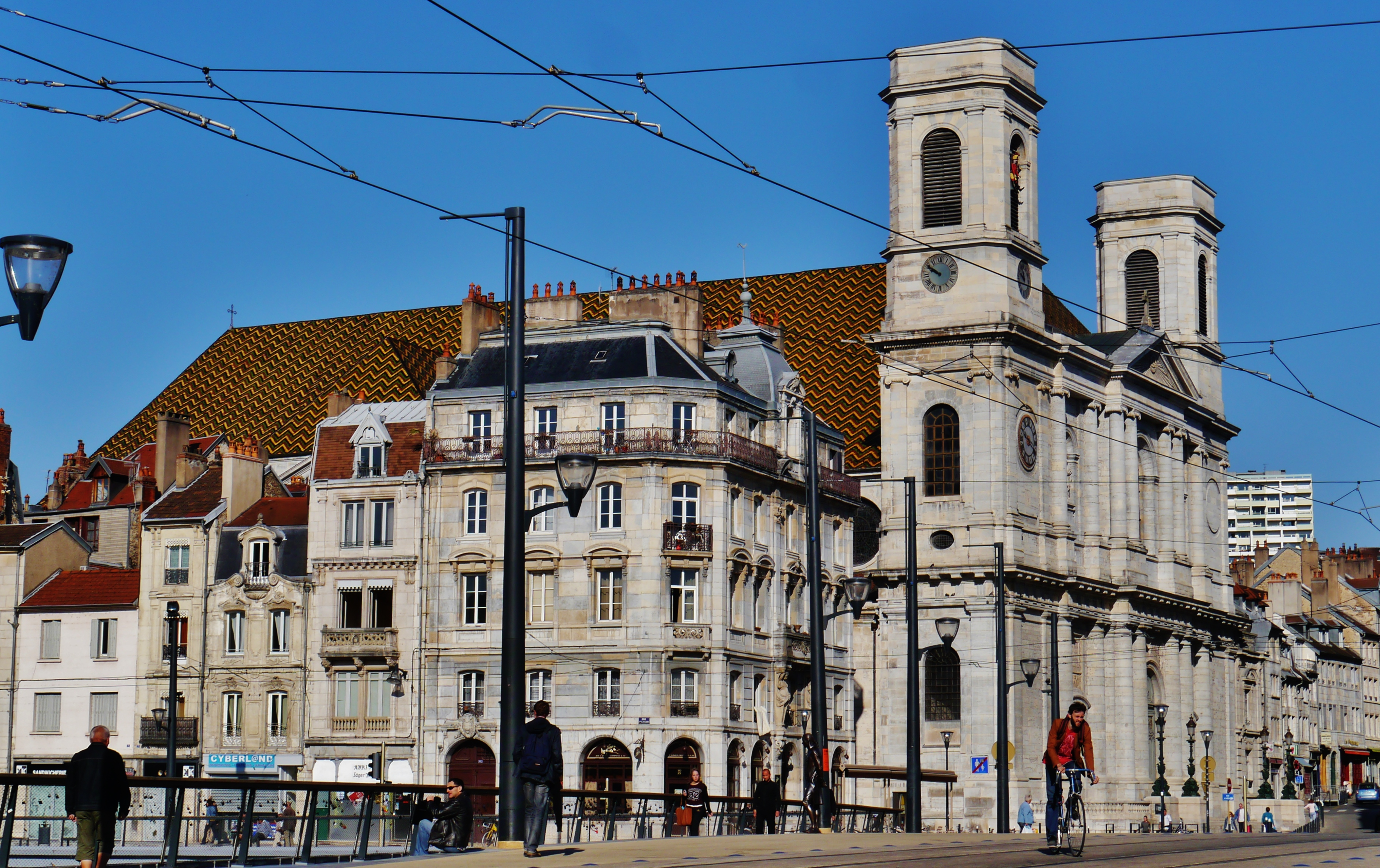
Chiesa di Santa Maddalena.
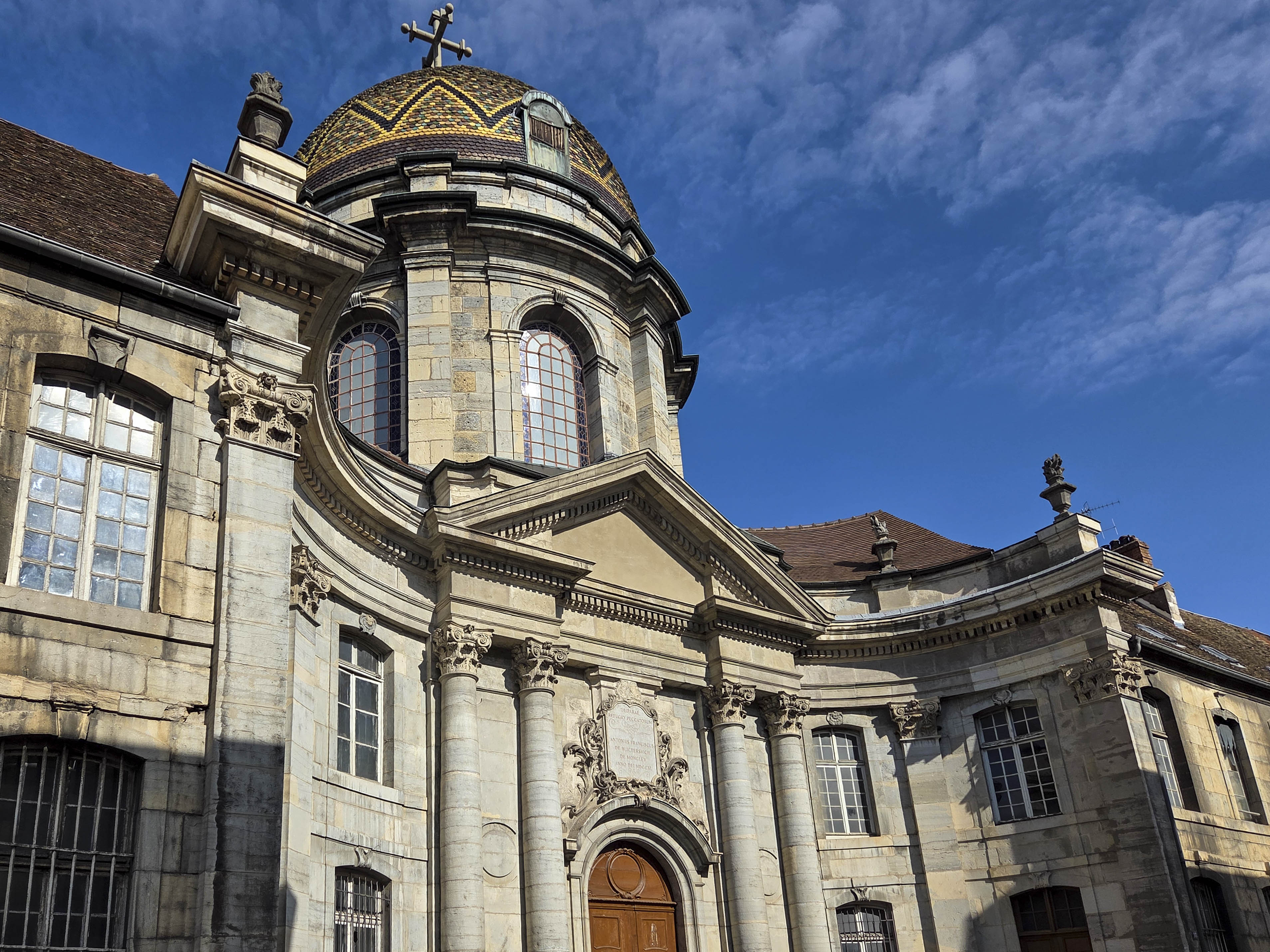
Cappella Notre-Dame-du-Foyer.
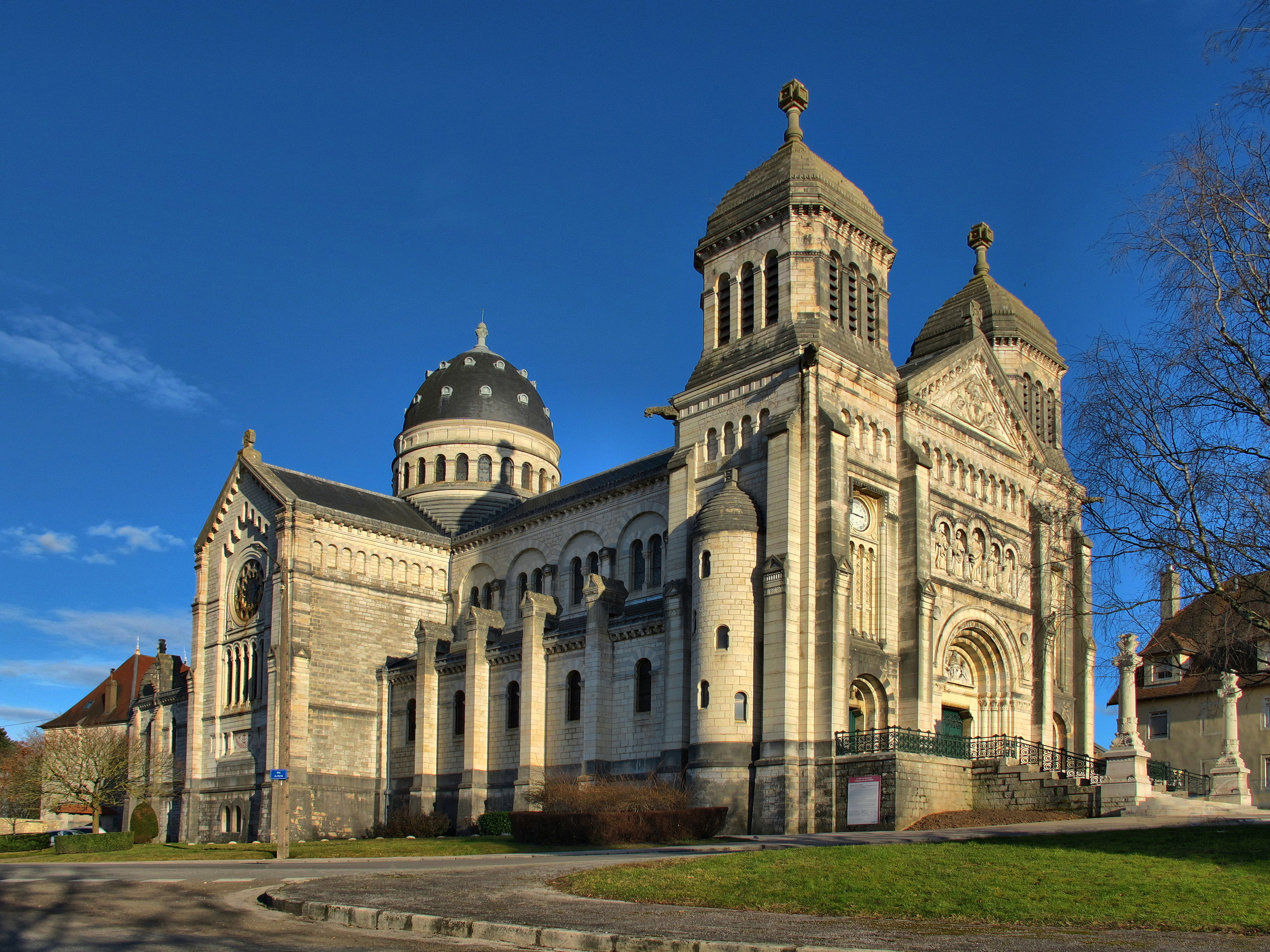
Basilica di San Ferjeux.
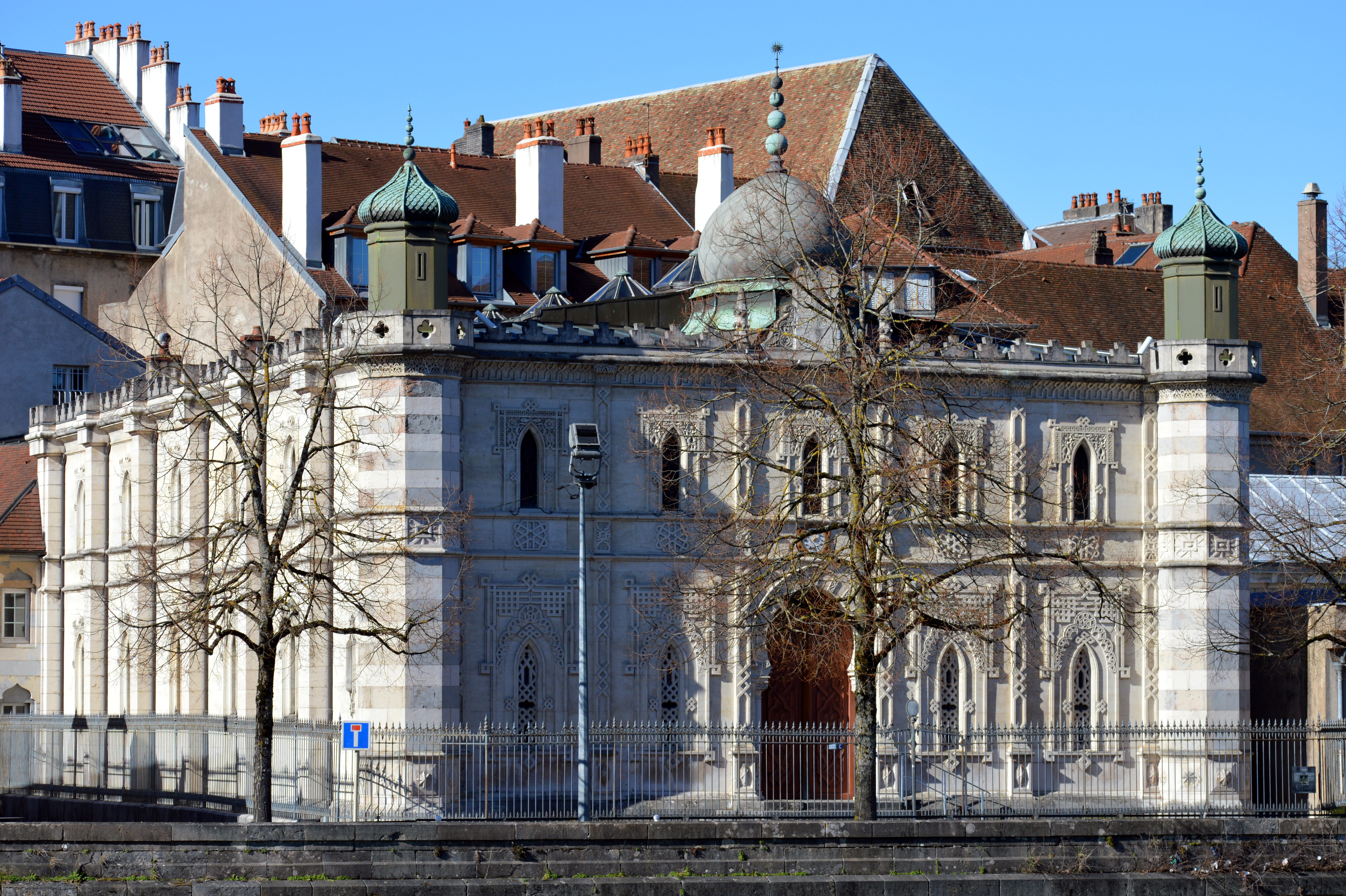
Sinagoga.

### Architetture civili
Nel XVI secolo furono eretti molti palazzi nei quartieri La Boucle e Battant. Il più importante è il Palazzo Granvelle con architettura rinascimentale costruito per Nicolas Perrenot de Granvelle, cancelliere e custode dei sigilli dell'imperatore Carlo V d'Asburgo. Oggi ospita il Museo del Tempo. Il Municipio di Besançon fu costruito dall'architetto Richard Maire che lo completò nel 1573. Ha una facciata bugnata nello spirito dei palazzi del Rinascimento italiano. Una grande nicchia nella facciata ospitò fino alla Rivoluzione una statua in bronzo di Carlo V d'Asburgo che cavalcava un'aquila bicipite. Il Palazzo di Giustizia era in origine il secondo corpo dell'edificio del municipio. Nel 1582 il comune decise infatti di ampliare il municipio per stabilirvi il suo tribunale e la sua cappella. La sua costruzione fu affidata all'architetto Hugues Sambin che si ispirò fortemente allo spirito del Rinascimento.
L'Hôtel de Champagney fu costruito nel quartiere Battant da Jacques Bonvalot, signore di Champagney, durante la prima metà del XVI secolo. Sua figlia Nicole Bonvalot, vedova di Nicolas de Granvelle, fece ristrutturare i locali e allestire il cortile dal 1560 al 1565 dall'architetto Richard Maire. Si distingue per i quattro bei doccioni che ne ornano la facciata e per il cortile interno con andito a volta e loggiati con colonne lignee di grande bellezza. L'Hôtel Mareschal apparteneva a un'importante famiglia di Besançon, la famiglia Mareschal. Bruciato il 4 giugno 1516, Guillaume Mareschal lo fece ricostruire nel 1532 con una flora ornamentale che annunciava il Rinascimento. Posò sul frontone della porta d'ingresso uno stemma con il suo stemma: "Argent una fascia azzurra caricata di tre stelle o e accompagnata da due grappoli d'uva viola, frondosi e picciolati vert, che de la pointe con la coda abbassata" che si vedeva ancora durante la Rivoluzione. Altri edifici degni di nota risalenti al XVI secolo includono gli hôtels particuliers di Chevanney, Gauthiot d'Ancier, Anvers, Bonvalot e Bouteiller. A quel tempo, le colline intorno a Besançon erano ricoperte di vigneti: la città ha conservato di questa importante viticoltura il passato di una dozzina di cabordes, vecchie capanne di vignaioli in pietra calcarea a secco.

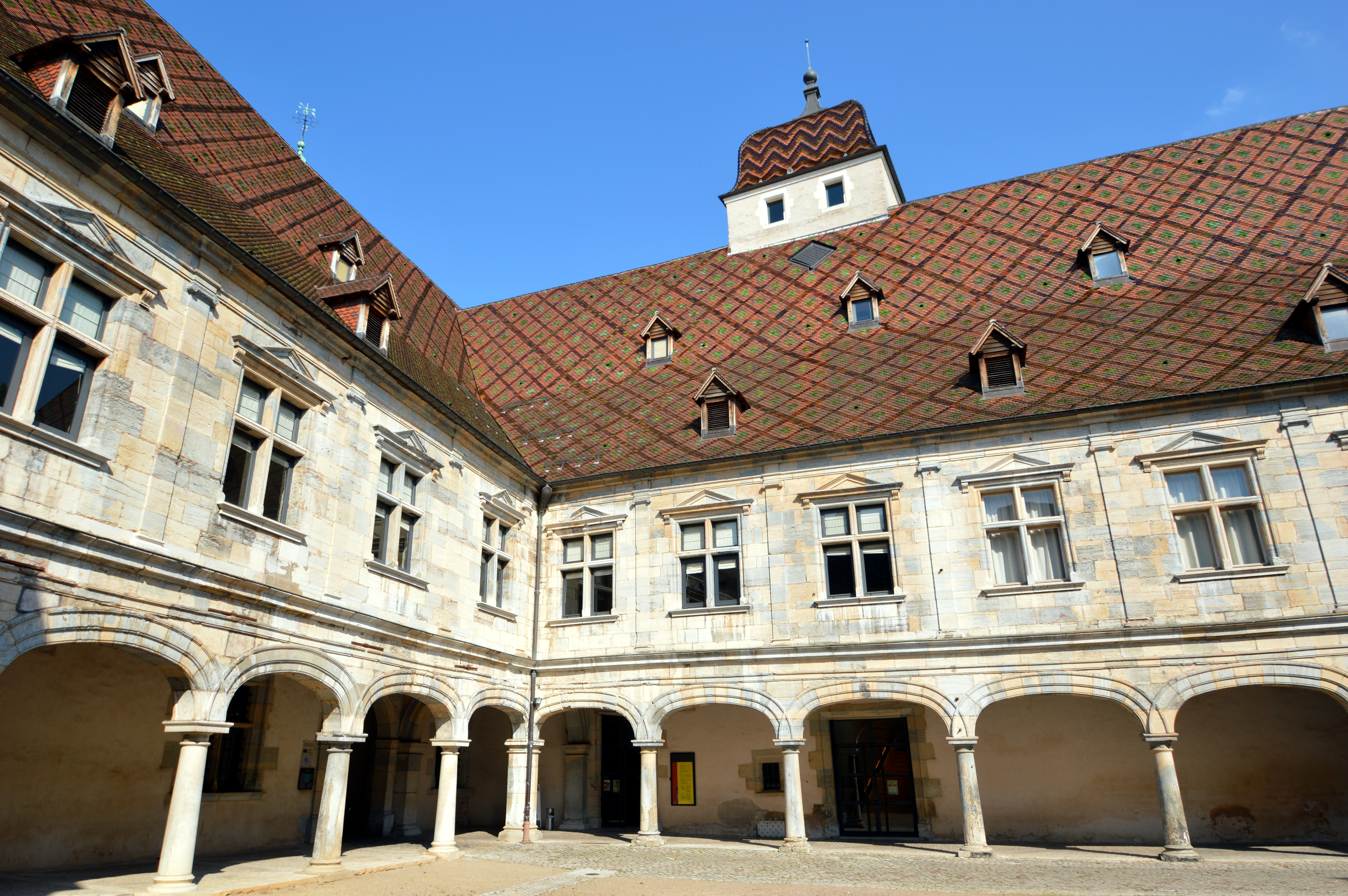
Palazzo Granvelle
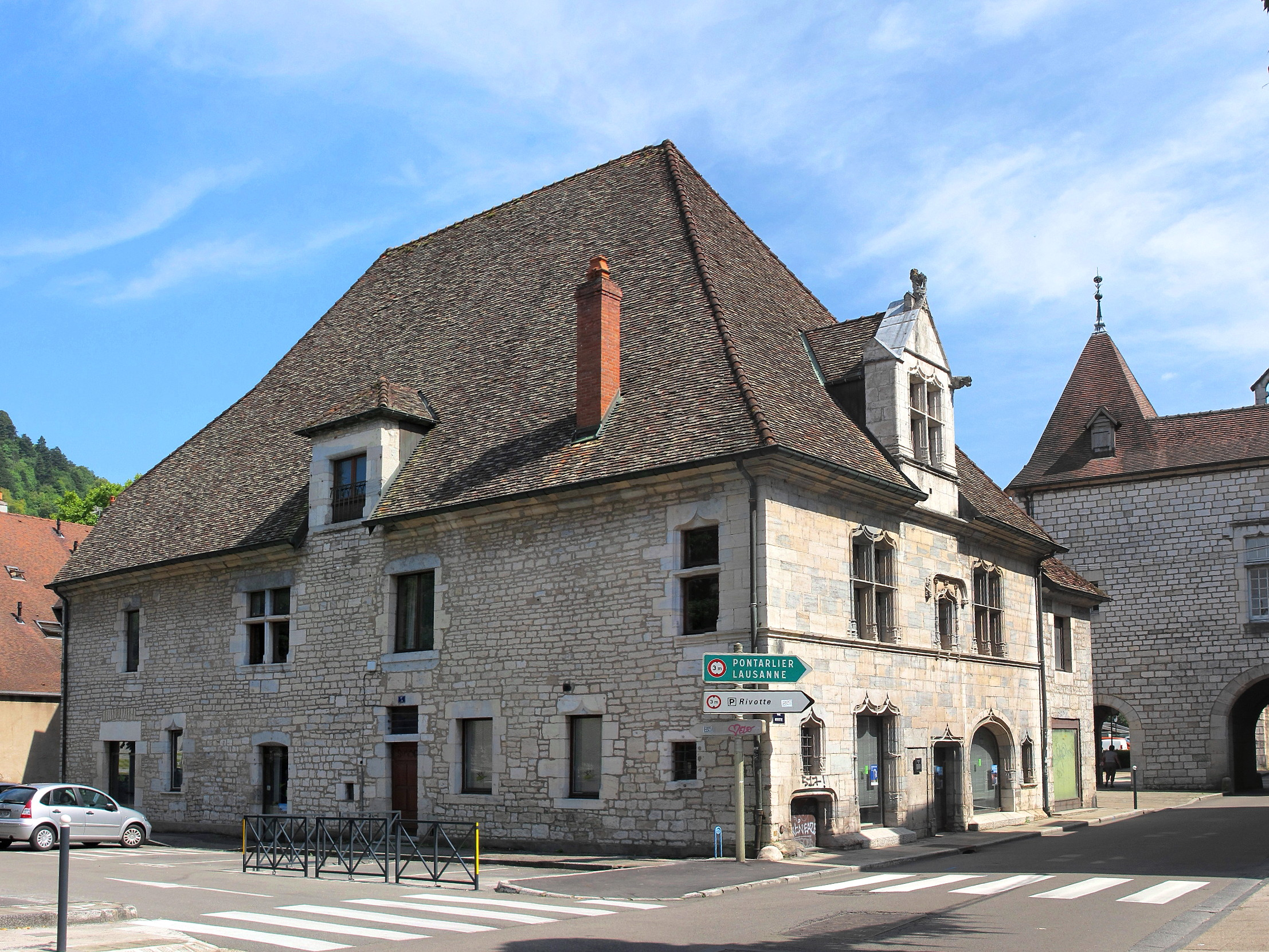
Hôtel Mareschal.
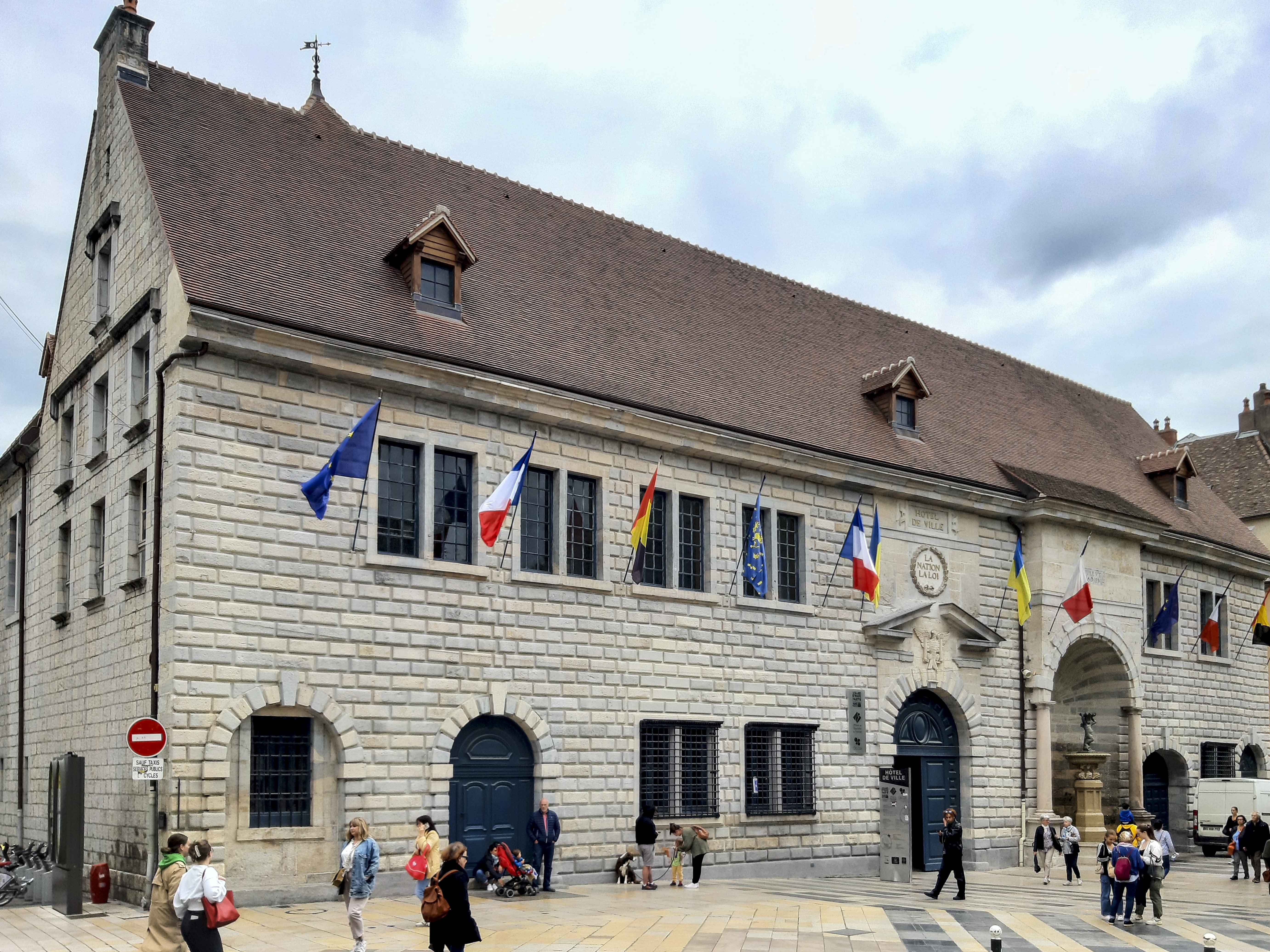
Municipio di Besançon.
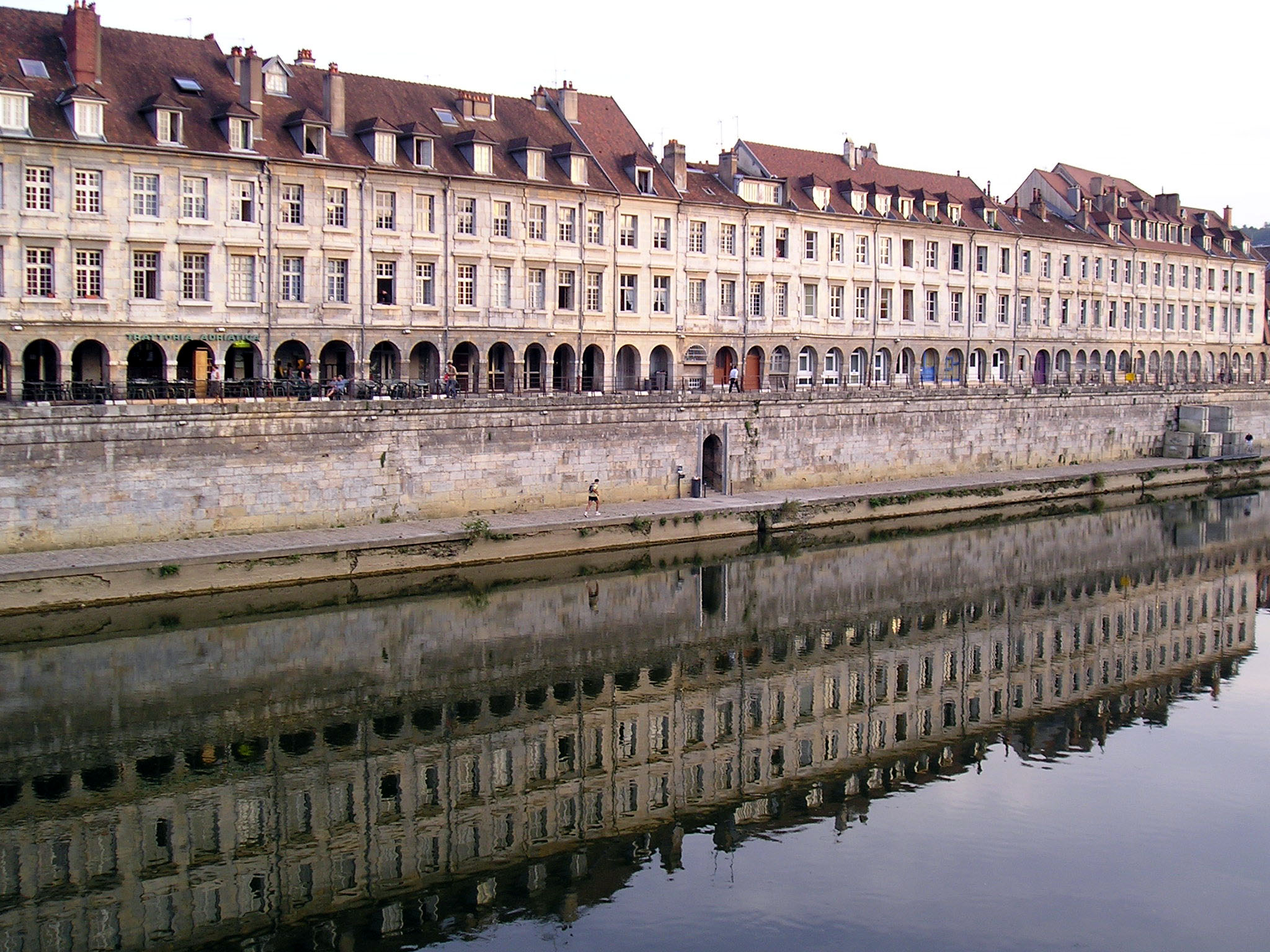
Quai Vauban.

Subito dopo la conquista francese, gli sviluppi furono prevalentemente di natura militare. Tuttavia, alla fine del XVII secolo furono erette altre due notevoli costruzioni. I lavori per l'ospedale Saint-Jacques, che doveva sostituire quello situato in rue d'Arènes, iniziarono nel 1688 e furono completati nel 1701. Il suo monumentale portale d'ingresso, eseguito dal fabbro Nicolas Chapuis nel 1703, fu sostituito da una copia. Il Quai Vauban fu costruito dal 1691 al 1695 dall'ingegnere Isaac Robelin. Si tratta di un complesso monumentale di case con portici.
Durante l'Illuminismo l'assetto urbanistico della città subì importanti trasformazioni e la costruzione di notevoli edifici, dovuti soprattutto al suo nuovo status di capitale. L'Hôtel de l'Intendance, l'attuale prefettura del Doubs, fu costruito dal 1771 al 1778 su richiesta dell'intendente Charles André de Lacoré. I piani furono redatti dal grande architetto parigino Victor Louis e il lavoro supervisionato dall'architetto Nicolas Nicole. Adotta la pianta tradizionale dei palazzi privati, con un cortile d'onore che presenta una facciata composta da sei colonne ioniche sormontate da un frontone e un giardino sul retro dell'edificio la cui facciata è impreziosita da una rotonda che avanza leggermente sul giardino. Il Teatro Ledoux fu commissionato da Signore di Lacoré a Claude-Nicolas Ledoux, che ne tracciò il progetto e ne affidò la costruzione a Claude-Joseph-Alexandre Bertrand, che iniziò nel 1778 e terminò con la sua inaugurazione il 9 agosto 1784 sotto il sostegno di Luigi V Giuseppe di Borbone-Condé. Con una capienza di 2.000 posti, era considerato molto innovativo, in quanto aveva un piano a sedere, una sala ad anfiteatro senza camerini ed era il primo al mondo ad avere una buca d'orchestra. Il 29 aprile 1958 un drammatico incendio distrusse completamente l'interno e il tetto dell'edificio. Le mura sono le uniche testimonianze sopravvissute, compresa la facciata e le sue sei colonne monumentali. Numerosi palazzi attestano anche la prosperità della città in questo periodo. L'Hotel Terrier de Santans fu costruito tra il 1770 e il 1772 per il marchese Terrier de Santans, primo presidente del parlamento, dall'architetto Claude Bertrand. Altre importanti famiglie si rivolgono ai più grandi architetti per le loro case: l'Hôtel particulier Petit de Marivat, de Magnoncourt, Boitouset, de Courbouzon, de Clévans, de Camus, Querret, Terrier e de Rosières.
Sebbene le terme di Besançon siano state completamente distrutte negli anni '50, la città conserva ancora alcuni edifici emblematici del suo passato termale: il Grand Hôtel des Bains inaugurato nel 1893, il casinò municipale ospitato in un edificio in stile Belle Époque inaugurato nel 1882 o il Kursaal inaugurato nel 1893. Sempre a questo periodo della Belle Époque risale l'osservatorio astronomico, creato con decreto presidenziale nel 1878 e innalzato dal 1883 al 1884 su progetto dell'architetto Étienne-Bernard Saint-Ginest, il Café du Commerce, una brasserie della seconda metà del XIX secolo con un ricco arredamento interno in stile Belle Époque.

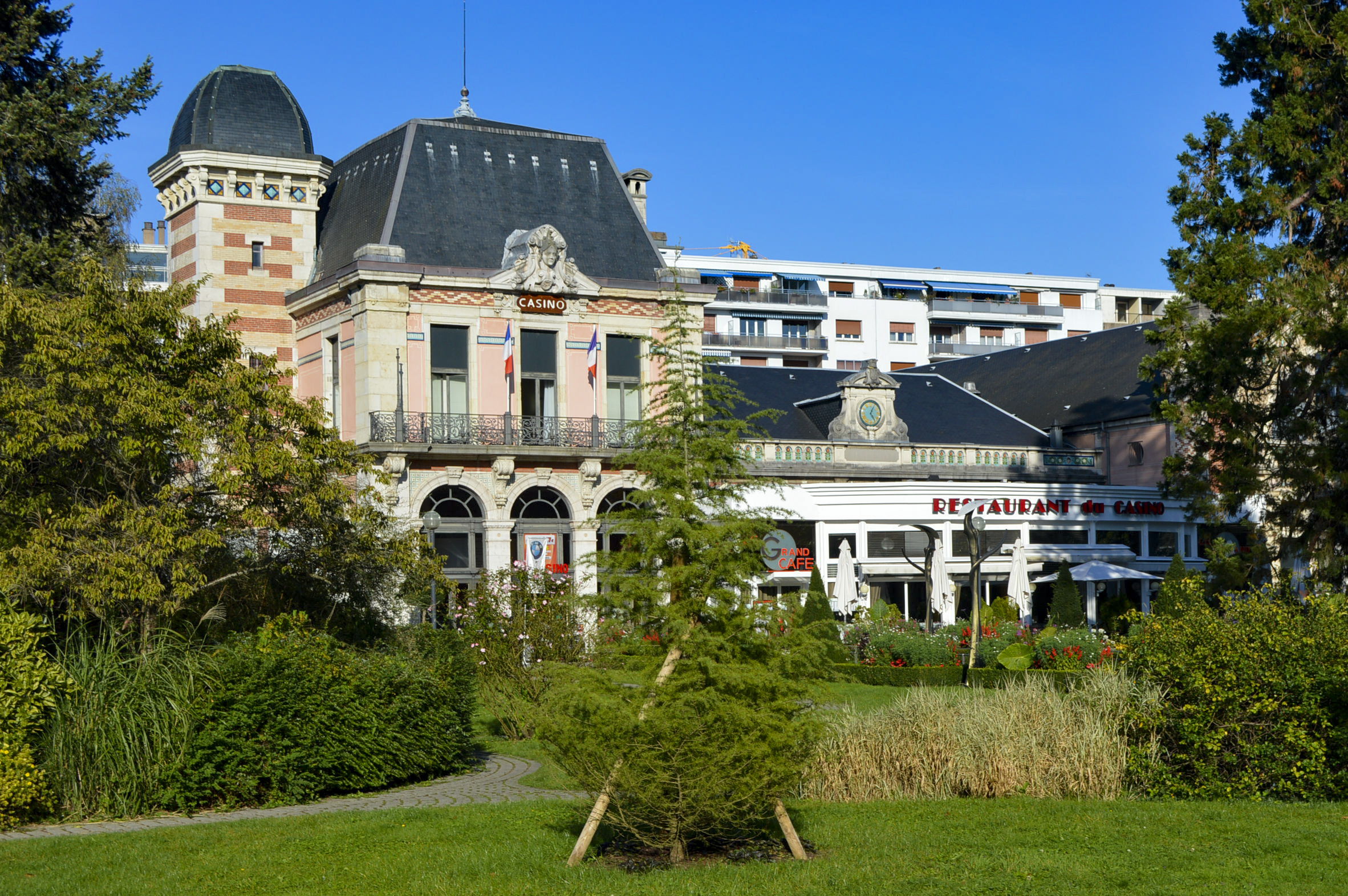
Casinò
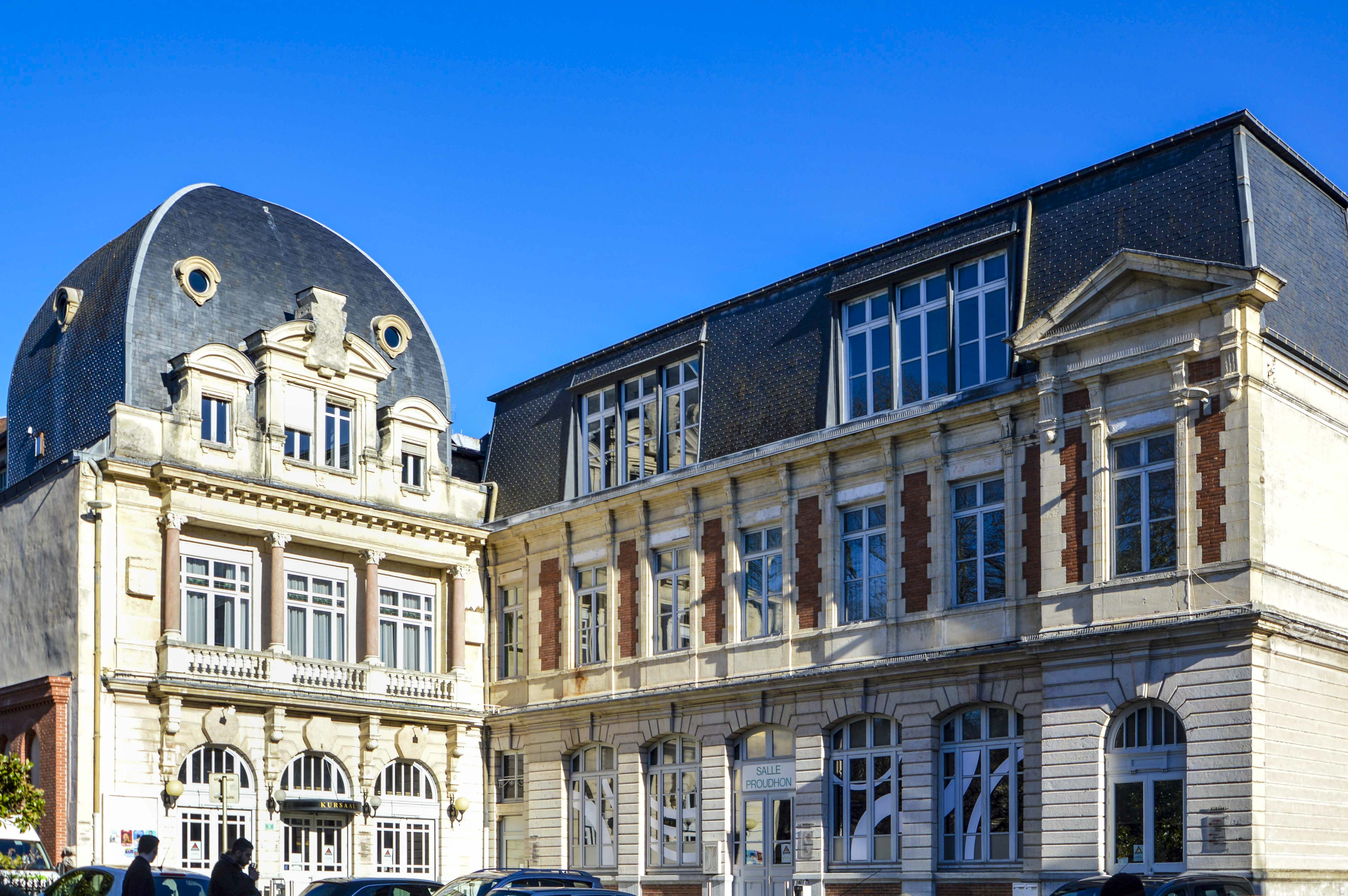
Kursaal.
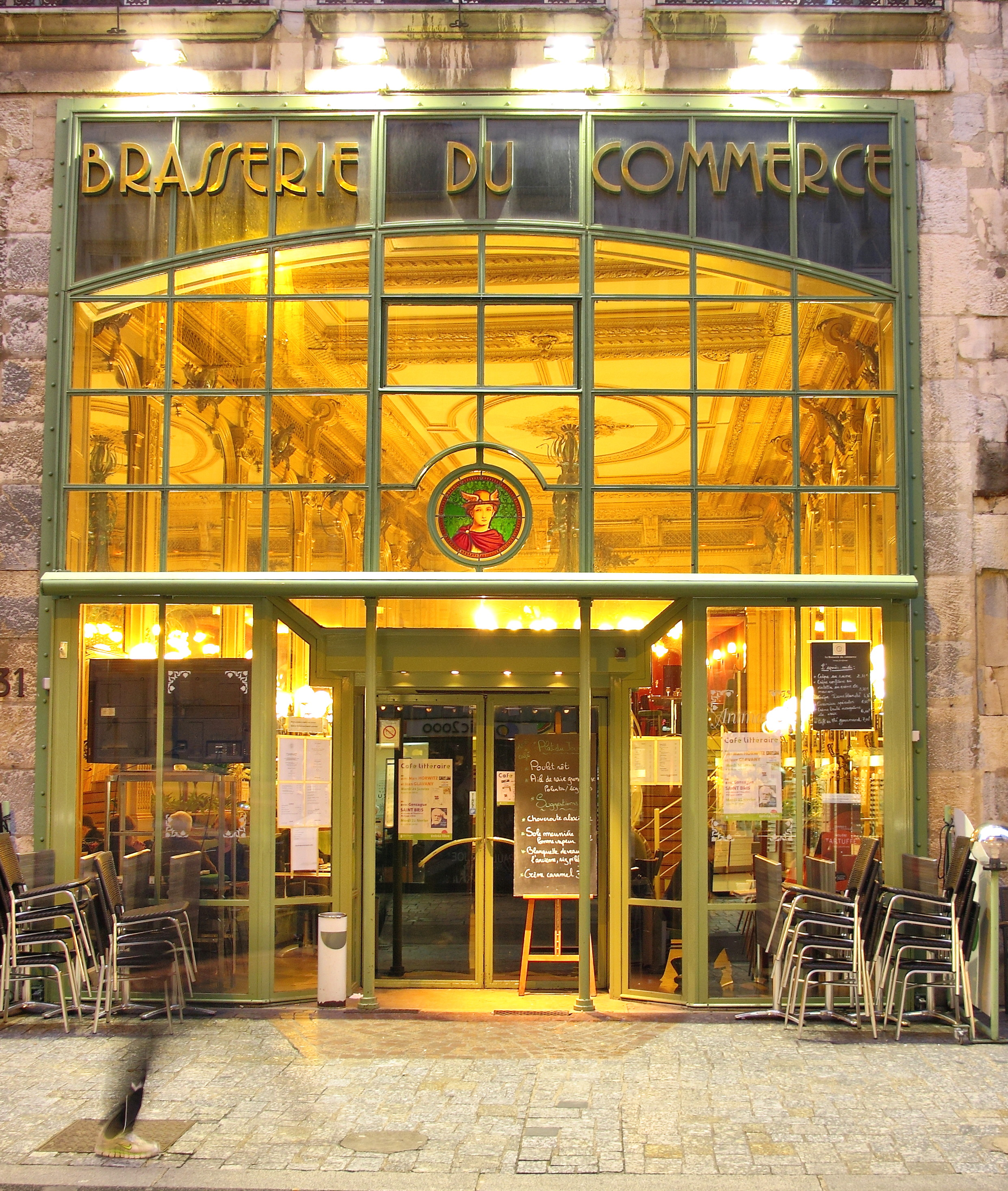
Café du Commerce.
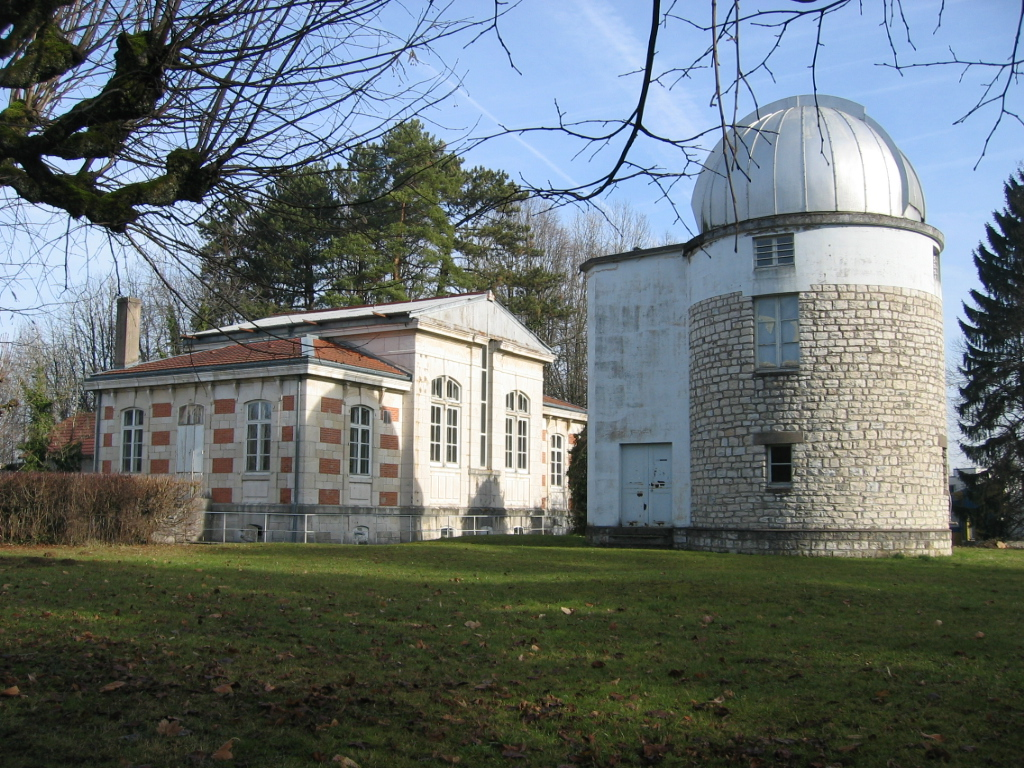
Osservatorio astronomico.

Anche la specializzazione di Besançon nell'orologeria ha lasciato il segno nel patrimonio della città. L'orologio astronomico situato nella cattedrale di Saint-Jean fu commissionato nel 1858 dal cardinale Mathieu ad Auguste-Lucien Vérité. Composto da 30.000 parti meccaniche, 57 quadranti e presenta 122 indicazioni tutte interdipendenti, è considerato un capolavoro nel suo genere e classificato Monumento Storico nel 1991. La Scuola Nazionale di Orologeria fu costruita dal 1928 al 1932 dall'architetto Paul Guadet. Questo imponente edificio Art Déco con un orologio monumentale sulla facciata ospita oggi il liceo Jules-Haag. La fabbrica di orologeria Dodane, completata nel 1943, è un edificio in cemento armato a forma di L la cui costruzione è stata affidata all'architetto Auguste Perret, che ha progettato anche gli elementi decorativi interni. È decorato con un giardino privato con piscina e campo da tennis. Nel XXI secolo, due orologi monumentali, opere di Bisontin Philippe Lebru dell'officina Utinam, sono stati installati sulla facciata del Museo di Belle Arti di Besançon e all'interno della stazione di Besançon Franche-Comté TGV. Nel 2002, il Museo del Tempo, museo di storia e orologeria, è stato installato in uno dei palazzi più belli della città, il Palazzo Granvelle. Oltre al patrimonio orologiero, nel corso del XX e XXI secolo sono stati costruiti altri edifici di notevole architettura. La residenza universitaria Canot fu costruita a partire dal 1929 dall'architetto René Tournier e inaugurata dal Presidente della Repubblica Albert Lebrun nel 1933. Fu la prima residenza universitaria in Francia. L'Istituto Superiore di Belle Arti è stato costruito tra il 1970 e il 1974 su progetto dell'architetto catalano Josep Lluís Sert. La Città delle Arti inaugurata nel 2013 è opera del famoso architetto giapponese Kengo Kuma.

### Architetture militari
La maggior parte dell'attuale sistema di fortificazione (cittadella, recinto urbano costituito da bastioni e bastioni, Fort Griffon) è opera di Vauban. È questo insieme che consente a Besançon di comparire nella lista del Patrimonio dell'umanità con altri undici siti sotto il titolo Fortificazioni di Vauban. I forti sulle altre colline furono tutti costruiti nel XIX secolo. Le uniche fortificazioni pre-Vauban rimaste sono la Porta Rivotte, la Porta Scolpita, la Torre Carrée, la Torre Notre-Dame e la Torre della Pelote.
La cittadella di Besançon fu costruita da Vauban dal 1678 al 1771 ed è, con più di 250.000 visitatori all'anno, il sito più visitato della Franca Contea. Si estende su undici ettari in cima al Mont Saint-Étienne ad un'altitudine compresa tra 330 e 370 metri, dominando così il meandro del Doubs, che ha un'altitudine compresa tra 240 e 250 metri. Comprende al suo interno un museo della Resistenza francese e della Deportazione, un museo della vita Comtoise, il servizio archeologico regionale e uno giardino zoologico. Lei è il simbolo della città. Il Forte Griffon, il cui nome è quello dell'architetto italiano Giovanni Griffoni che fu incaricato di costruire qui una prima fortificazione nel 1595, è la seconda cittadella. Fu Vauban che, alla fine del XVII secolo, fece costruire l'attuale forte.
La cinta muraria urbana di Vauban comprende tutte le fortificazioni della Boucle che furono ricostruite dal 1675 al 1695. Vauban sostituì le difese medievali restaurate e completate da Carlo V d'Asburgo nel XVI secolo con una cinta munita di sei torri bastionate di cannoni che si estendono da valle a monte: la Torre di Notre-Dame, la torre bastionata di Chamars, la torre bastionata del Marais, la torre bastionata dei Cordeliers (completata nel 1691), la torre bastionata di Bregille e la torre bastionata di Rivotte.
Numerose sono anche le fortificazioni anteriori alla conquista francese. La Torre de la Pelote, situata sul Quai de Strasbourg, fu costruita nel 1546 dal governo municipale per ordine di Carlo V. Prende il nome dall'ex proprietario del terreno su cui è stata costruita, Pierre Pillot, signore di Chenecey. Questa torre è stata parzialmente distrutta da un incendio all'inizio del 2014, ma il suo restauro è stato intrapreso nel 2016. La porta Rivotte risalente al XVI secolo, è costituito da due torri rotonde con pepperbox, una di un frontone su cui è scolpito il sole di Luigi XIV di Francia. La "Porta Scolpita", aperta in uno sperone roccioso, è opera dei Romani. Segna l'ingresso alla città sulla strada per la Svizzera. È sormontata da un corpo di guardia e da una torre di avvistamento costruita nel 1546. La "Torre Carrée", situata nella Promenade des Glacis, è anche chiamata Torre di Montmart. Fu costruito nel XIII secolo a difesa dell'antico ingresso al quartiere Battant.
Le fortificazioni del XIX secolo sono costituite da un insieme di forti che coprono tutte le alture della città: il forte di Chaudanne costruito dal 1837 al 1842, il forte di Bregille costruito dal 1820 al 1832, il forte di Planoise costruito dal 1877 al 1880 Viene utilizzato oggi dai Compagni di Emmaus. Il Fort Benoit fu costruito dal 1877 al 1880, Fort Beauregard nel 1830.
Citiamo anche le lunette di Trois-Châtels e di Tousey, entrambi costruiti alla fine del XVIII e all'inizio del XIX secolo, così come la batteria di Rosemont costruita durante la guerra del 1870-1871, il forte di Montboucons costruito da 1877-1880 e Fort des Justices costruito dal 1870. Una terza Lunetta d'Arçon si trovava nel sito di Fort Chaudanne; solo la sua torre si è conservata quando il forte fu costruito nella prima metà del XIX secolo.
La caserma Ruty, già caserma Saint-Paul, è composta da quattro padiglioni che circondano un cortile che funge da piazza d'armi e risale ai secoli XVIII e XIX. Attualmente ospita il personale della 7ª Brigata Corazzata e lo Stato Maggiore della Forza n°1.
Il Fort des Justices che fu costruito per essere occupato dai militari della guerra franco-prussiana, per fermare le forze prussiane trovatosi a Vesoul, ma tuttavia non fu mai usato in battaglia. Fu poi demolito negli anni '80.

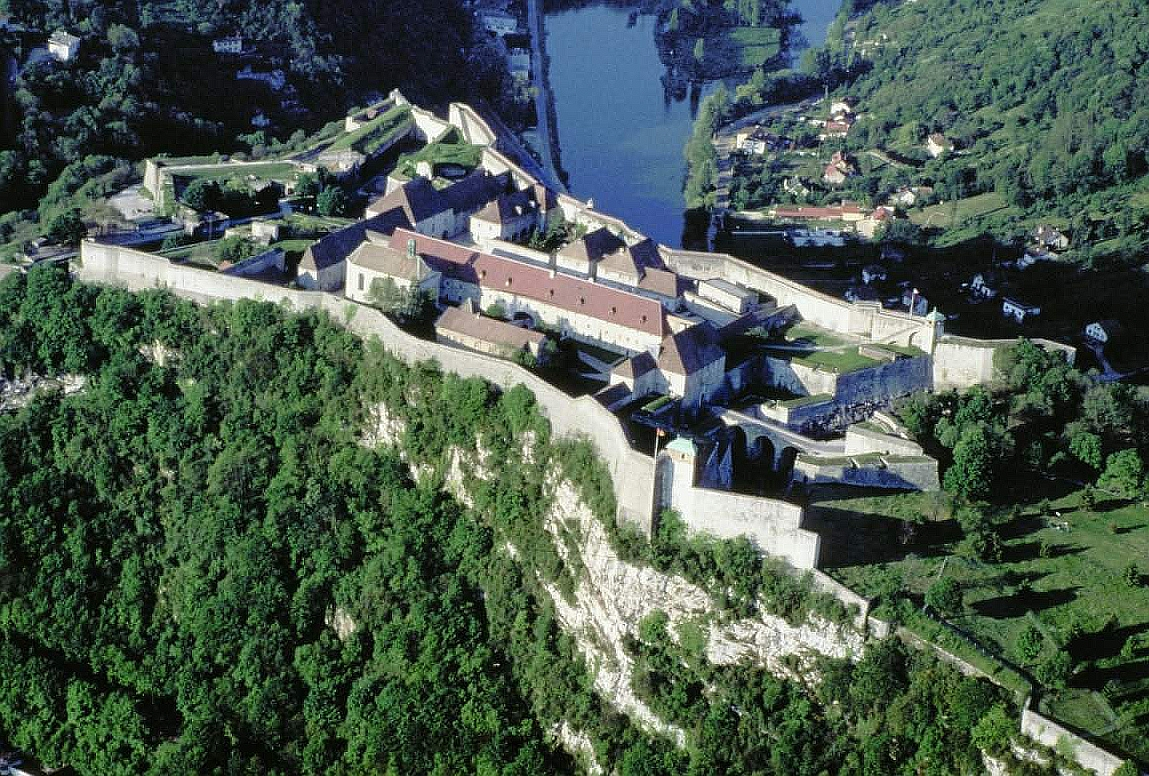
La Cittadella di Besançon.
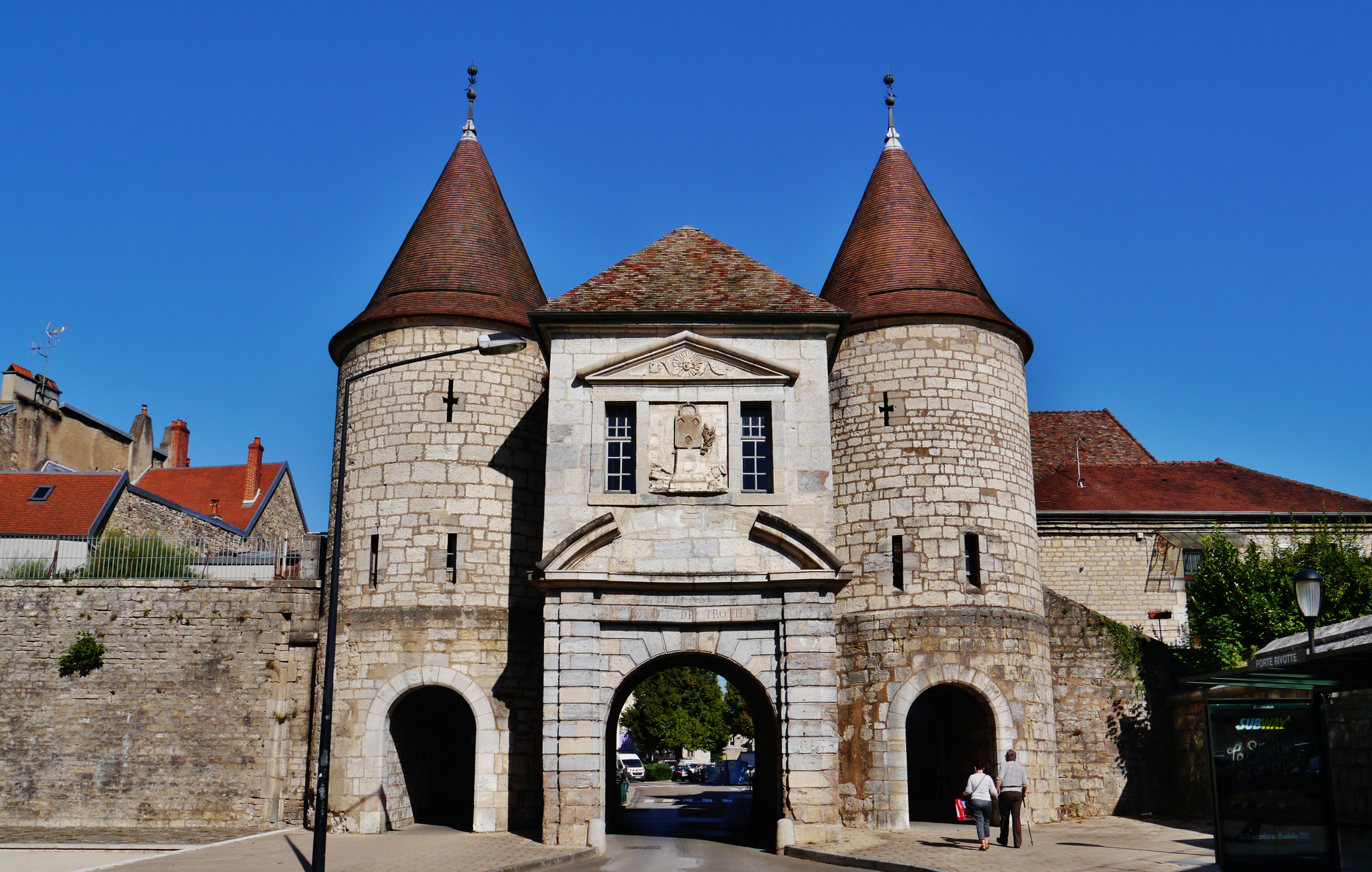
La Porta Rivotte.
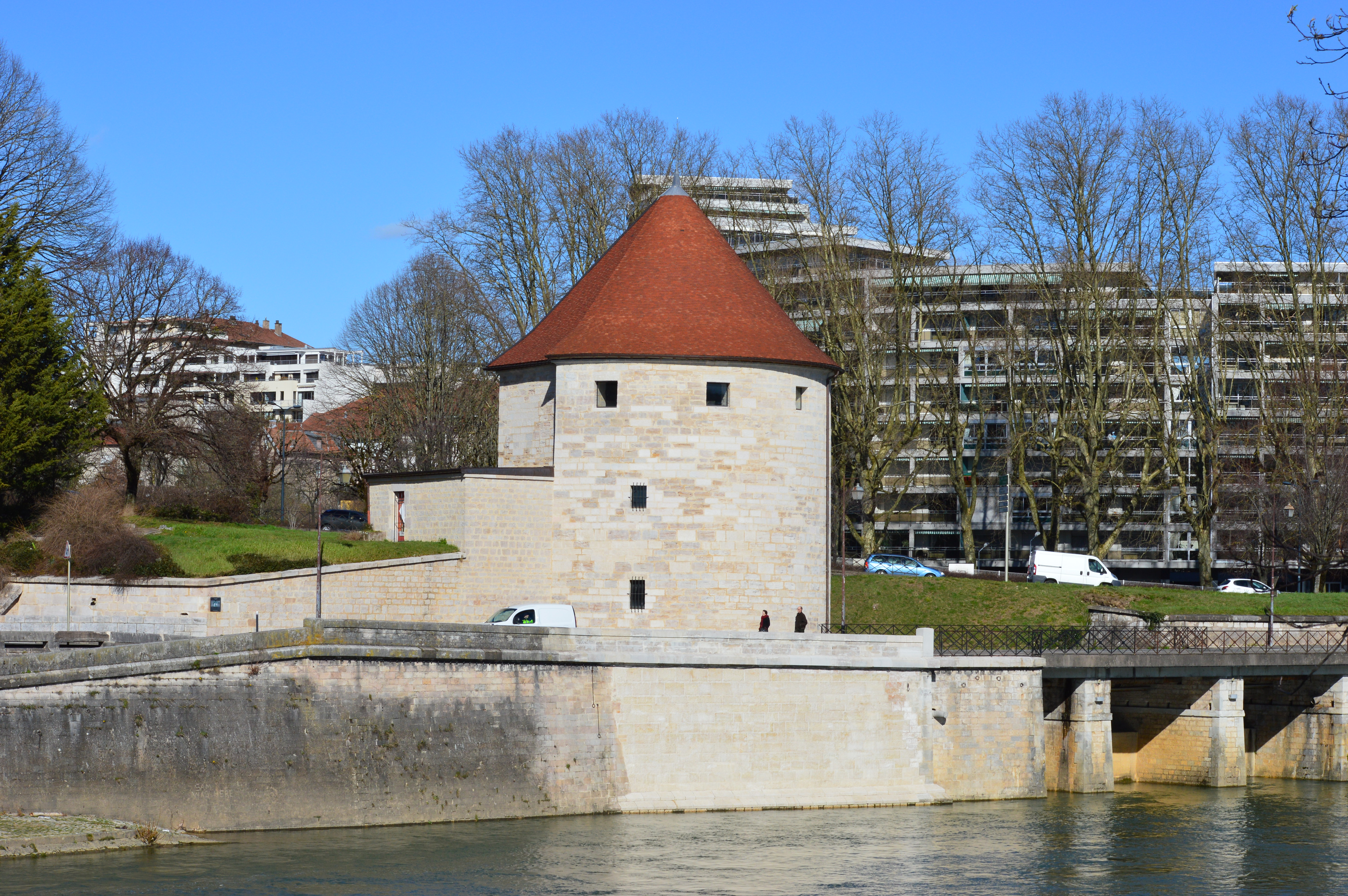
La Torre de la Pelote.

### Siti archeologici
Nell'antichità Vesontio fu un'importante metropoli della Gallia romana. È ornato di monumenti, alcuni dei quali sono sopravvissuti, scavi archeologici effettuati a discrezione dei cantieri che spesso rivelano nuove scoperte risalenti a questo periodo.
Il monumento più emblematico e meglio conservato di questo periodo è la Porta Nera, un arco trionfale gallo-romano costruito sotto Marco Aurelio nel II secolo nel quartiere di Saint-Jean. Gravemente danneggiato dai capricci del tempo e dall'inquinamento, all'inizio del XXI secolo è stato oggetto di un lungo e difficile intervento di restauro. Subito sotto si trova Piazza Castan con un insieme di reperti archeologici del II o III secolo, tra cui otto colonne corinzie.
Sull'altra sponda del Doubs, in contrada Battant, sono visibili i resti dell'arena di Vesontio: sono state portate alla luce solo alcune gradinate e fondazioni, le cui pietre furono largamente utilizzate nel Medioevo per la costruzione di altri edifici. Due domus nel quartiere residenziale di Vesontio: la domus del Palazzo di Giustizia e la domus del collegio Lumière con mosaico romano esposte in situ e al Museo di Belle Arti e Archeologia di Besançon. Altre vestigia sono visibili in luoghi più anonimi, come le antiche fondazioni nel parcheggio sotterraneo del consiglio regionale della Borgogna-Franca Contea.

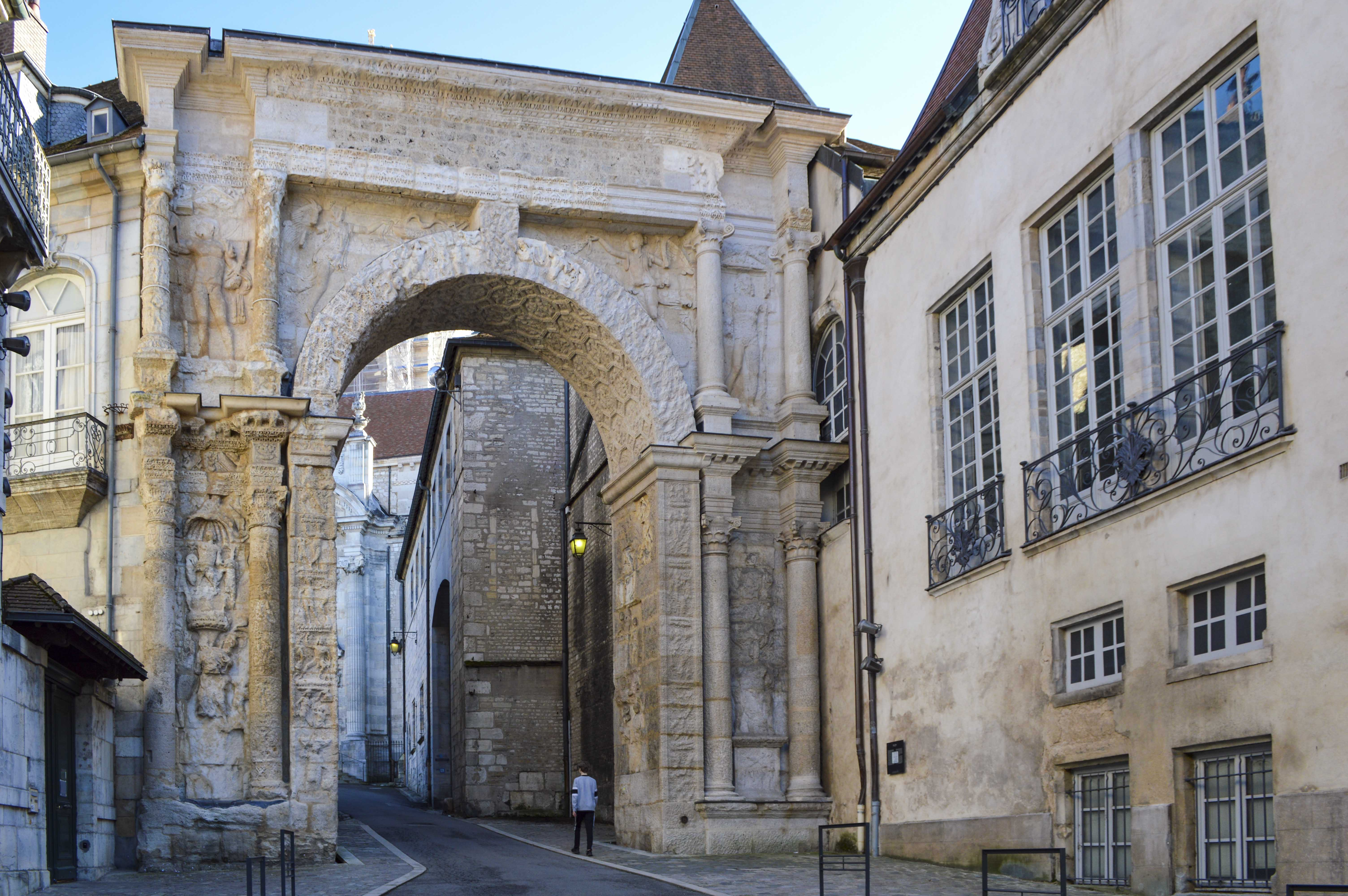
La Porta Nera.
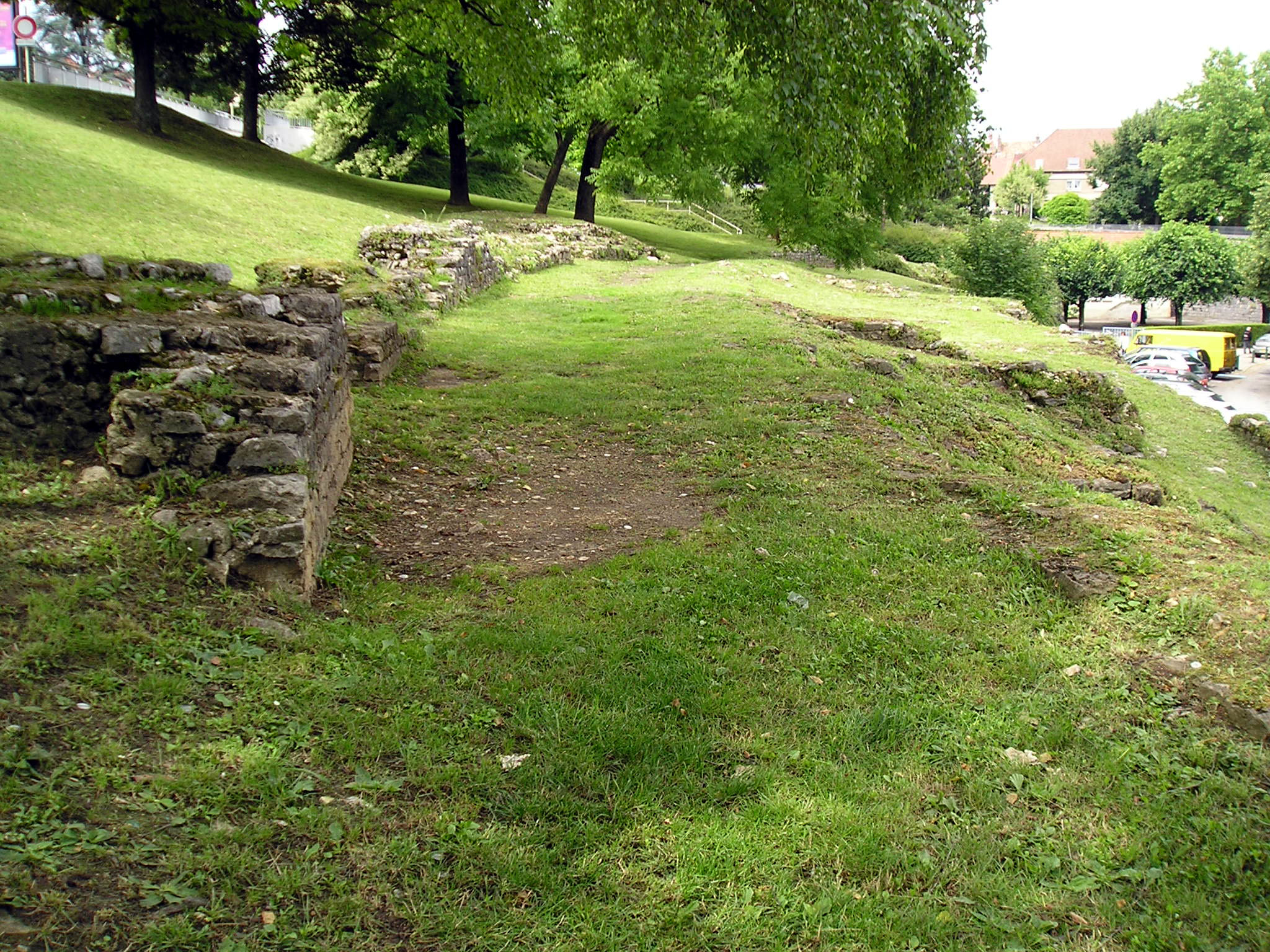
Resti dell'arena di Vesontio.
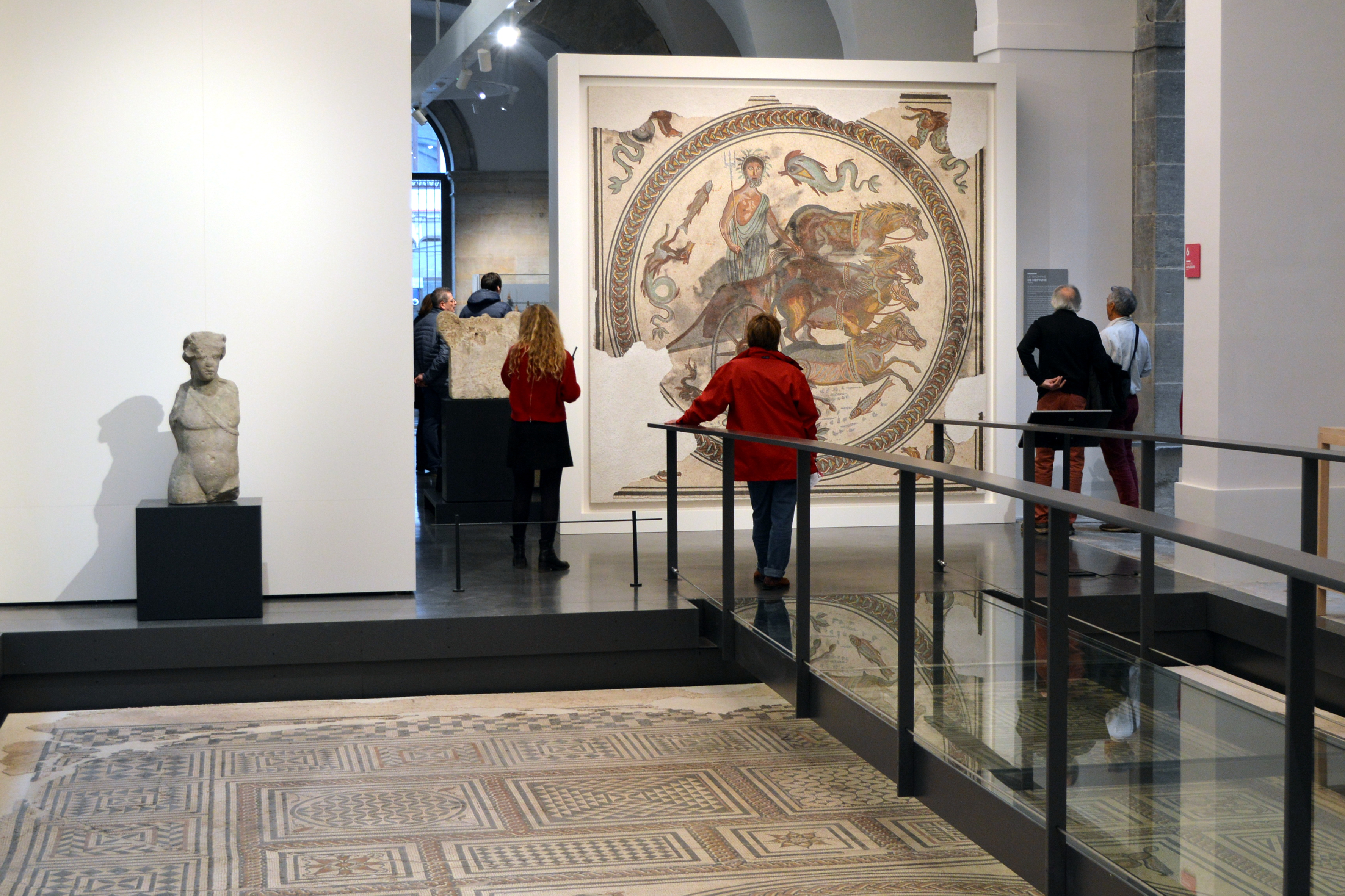
Mosaici romani dell'antica Vesontio.
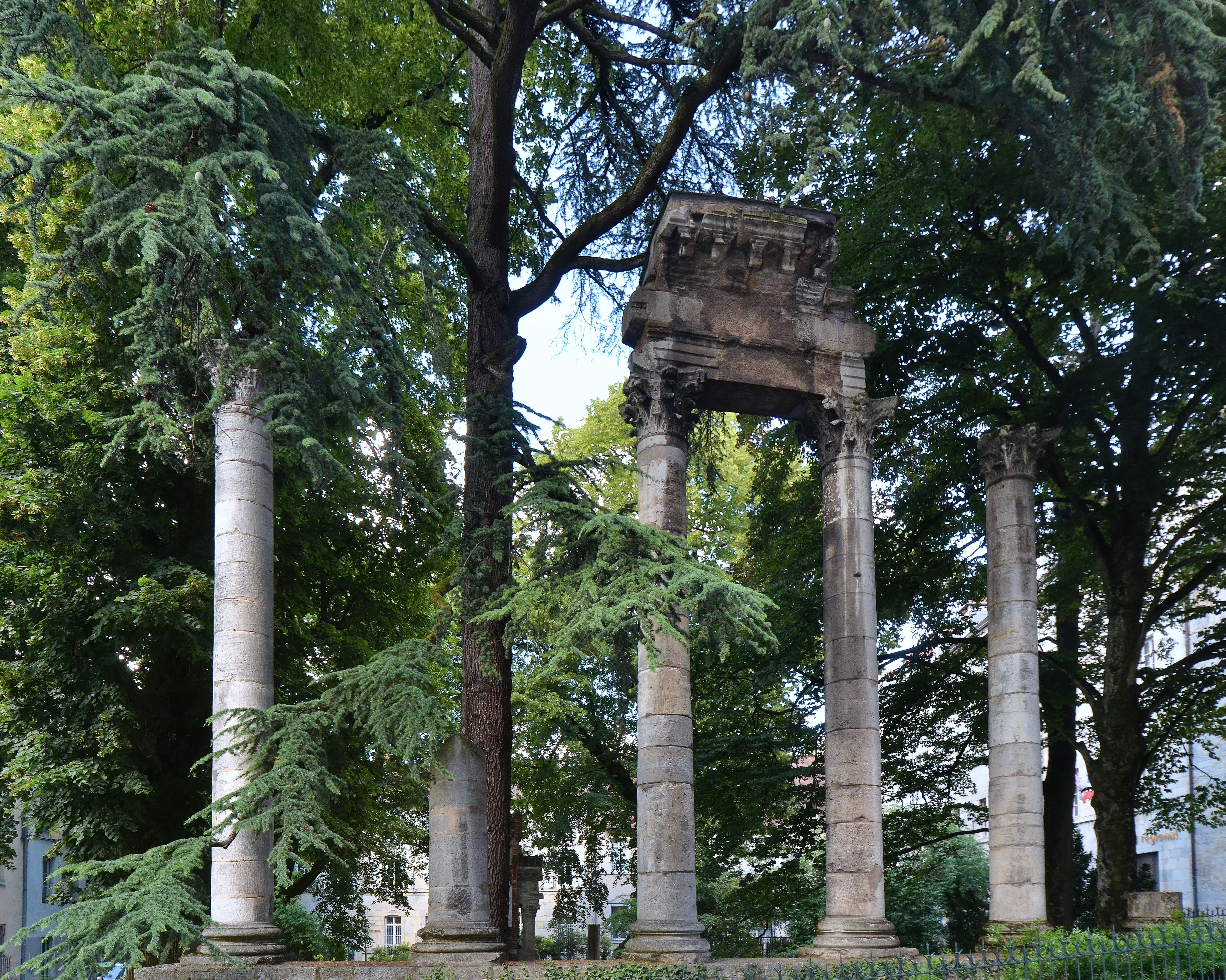
Piazza Castan.

### Aree naturali
- Foresta di Chailluz - bosco demaniale di 1.673 ettari di proprietà del comune
- Parco Micaud - si estende sulla riva destra del fiume in pieno centro della città

## Società

### Evoluzione demografica
Abitanti censiti

### Etnie e minoranze straniere
Al 2011, i residenti stranieri rappresentavano l'11,44% della popolazione totale con 13 268 abitanti, provenienti da:
- Algeria - 2 541 abitanti (19,2% sul totale degli stranieri residenti)
- Marocco - 1582 (11,9%)
- Portogallo - 844 (6,4%)
- Italia - 611 (4,6%)
- Turchia - 609 (4,6%)
- Tunisia - 437 (3,3%)
- Spagna - 307 (2,3%)

### Religione
Il cristianesimo, impiantato dai santi martiri Ferruccio e Ferreolo nel III secolo, rappresenterebbe la prima religione per numero di credenti della città, a maggioranza cattolica. La corrente protestante, grazie agli influssi operati dai primi orologieri provenienti a fine Settecento dalla vicina Svizzera, è ben presente con chiese riformate quali il Tempio del Santo Spirito. Non vanno dimenticate inoltre le comunità ortodosse, dei Testimoni di Geova, dei Mormoni e dei protestanti evangelici di varie tradizioni.
L'Islam sarebbe la seconda religione, con circa 15.000 adepti (13%). Le prime testimonianze risalgono al 1870 grazie a soldati provenienti dalle colonie francesi, ma saranno le immigrazioni del secondo dopoguerra dai Paesi del Magreb a far aumentare i numeri di questa comunità. Alla fine degli anni Novanta viene costruita la moschea Sunna.
La comunità ebraica è radicata a Besançon dal Medioevo: nonostante l'espulsione del XV secolo, gli Ebrei furono emancipati grazie alla Rivoluzione francese. Uno dei monumenti della città è la Sinagoga, costruita nella seconda metà dell'Ottocento.

### Qualità della vita
La città si distingue regolarmente per la sua qualità di vita e le innovazioni a livello economico e sociale. Di seguito una lista non esaustiva:
- Vincitrice nella categoria città con più di 100 000 abitanti al concorso nazionale 2010 "Capitale française de la Biodiversité"[5].
- Vincitrice per lo stato della salute della sua popolazione al «Palmarès Santé des villes» (2006).
- Riconosciuta come la prima città verde in Francia con 204 m² di spazio verde per abitante[6].
- "Ville fleurie": tre fiori al palmares 2007.
- Prima città francese a mettere in atto un network metropolitano di telecomunicazione a fibre ottiche, chiamata rete Lumiere in onore dei fratelli nati in città (1994).
- Trofeo nazionale dell'"Académie des Arts de la Rue" per l'illuminazione della città (2004).
- Dichiarata «ville des passerelles» per la sua tradizione di fraternità e solidarietà (2004).
- Vincitrice della «la Rose d'Or» internazionale dell'associazione mondiale dei giardini di famiglia (2005).
- L'UNICEF dichiara Besançon «Ville amie des enfants» per la sua politica in favore dei bambini (2005).

## Cultura

### Istruzione

#### Biblioteche
Elenco delle biblioteche municipali appartenenti al comune:
- Biblioteca di Palente.
- Biblioteca "d'études et de conservation" (con archivi municipali annessi), con 80.000 opere prestabili e 130.000 opere consultabili.
- Mediateca Aimé Césaire (Clairs Soleils).
- Mediateca Nelson Mandela.
- Mediateca Pierre Bayle.
- Mediateca Pierre de Coubertin.

#### Scuole e università
Oltre a numerose scuole primarie e secondarie, a Besançon è principalmente situata l'Università della Franca Contea (Université de Franche-Comté) con circa 20.000 studenti iscritti. Vi sono inoltre una scuola di ingegneria (Institut supérieur d'ingénieurs), un Istituto nazionale di meccanica e micro-tecniche (École nationale supérieure de mécanique et des microtechniques) e una Scuola regionale di Belle Arti.
Importante è anche il Centro di Linguistica Applicato (CLA), ubicato nel centro della città sulla riva destra del fiume Doubs. Specializzato nell'insegnamento del francese come lingua straniera, accoglie ogni anno circa 3800 studenti stranieri per i quali rilascia certificati quali il DELF, DALF o il TCF.

#### Musei
- Musée des Beaux-Arts (Besançon), primo museo creato in Francia (1694), in ristrutturazione fino al 2017, dove sono conservate opere quali:
  - l'Ebbrezza di Noè (Giovanni Bellini), 1515 circa.
  - Ninfa alla fonte di Lucas Cranach (il Vecchio), 1537 circa.
  - Deposizione di Cristo (Bronzino), 1545.
  - Scene di cannibalismo di Francisco Goya, 1800 circa.
  - Hallali del cervo di Gustave Courbet, 1867.
- Museo del Tempo (Musée du temps) presso Palazzo Granvelle inaugurato nel 2002, contenente un'importante collezione sull'orologeria.
- Musei di storia naturale con zoo annesso (ospitato nella Cittadella) creato nel 1959.
- Museo della Resistenza e della Deportazione (ospitato nella Cittadella) aperto dal 1971.
- Museo etnografico regionale (ospitato nella Cittadella) creato nel 1961.
- Casa natale di Victor Hugo.

#### Altre istituzioni culturali
L'Osservatorio di Besançon fu fondato nel 1883.

### Media

#### Stampa
La stampa scritta è rappresentata dalla sede regionale quotidiano L'Est républicain (diffuso in Lorena e Franca Contea) e dal mensile La Presse Bisontine (con sede in provincia nella cittadina di Morteau).

#### Radio
In città hanno sede numerose stazioni locali quali France Bleu Besançon, Chérie FM Franche-Comté, Radio Sud, Radio Campus Besançon o ancora RCF et Radio Shalom Besançon. La più antica radio privata locale è Radio BIP.

#### Televisione
La rete della televisione regionale France 3 Franche-Comté è situata nel centro della città presso la Gare d'Eau.

### Teatro
La città ospita un centro di drammaturgia nazionale, il CDN Besançon Franche-Comté, creato nel 1972, e una scena nazionale la Scène nationale de Besançon, che raggruppa dal 2012 il Théâtre de l'Espace e il Théâtre Musical.

### Cucina
Nonostante la gastronomia regionale sia varia e ricca (formaggio, vini, insaccati), non vi sono pietanze o bevande esclusivamente tipiche della città.

### Eventi
Lista di eventi che siano noti e rilevanti anche al di fuori del territorio della città.
- Gennaio - Festival de courts métrages Besancourt: festival di cortometraggi creato nel 2007.
- Febbraio - Festival GéNéRiQ: organizzato insieme a Digione, Mulhouse e Belfort, questo festival creato nel 2007 esplora le nuove tendenze musicali come l'électro clubbing, il surf mediterraneo, il free metal, l'electro blues, l'hip hop alternativo o ancora il neo ghetto folk.
- Aprile - Festival Electro-Clique: festival di musica elettronica (techno, house, hip hop, trance, drum'n'Bass, hardcore…) creato nel 2006.
- Maggio - Foire Comtoise: fiera che accoglie annualmente circa 140.000 visitanti. Ogni anno un paese o una città è l'invitato d'onore e presenta usi e costumi locali
- Giugno - Jazz et musique improvisée en Franche-Comté: festival di jazz e di musica improvvisata (creato nel 1981).
- Luglio-agosto - Les Temps Chauds de l'été.
- Settembre - Livres dans la Boucle: salone provinciale del libro.
- Settembre - Les Instants Gourmands: mercato di prodotti gastronomici regionali.
- Settembre - Festival international de musique de Besançon Franche-Comté: creato nel 1948 è uno dei più prestigiosi della categoria.
- Novembre - Lumières d'Afrique, festival di cinema africano.
- Dicembre - Marché de Noël.

## Geografia antropica

### Urbanistica[8]
Durante il periodo romano, la città si sviluppò intorno al cardo e al decumano e alle loro vie parallele. Ancora oggi i segni della civilizzazione latina sono presenti nel quartiere della Boucle: la Grande Rue per esempio non era altro che il kardo maximus dell'epoca romana.
Nel corso dell'Alto Medioevo e dopo un periodo di declino conseguente la caduta dell'Impero, Besançon si riorganizzò intorno al ponte Battant su entrambe le rive, dando vita a due borghi distinti che si contrapponevano al nucleo antico prettamente amministrativo ed ecclesiastico (la Cité). Nel corso del XII secolo, un muro venne eretto per proteggere il borgo della riva destra del fiume Doubs (l'attuale quartiere Battant). La costruzione durante il XIV secolo del Comune, a metà strada tra i due poli, favorì il loro riavvicinamento. Nel XVI secolo apparvero testimonianze scritte di alcuni villaggi esterni, che verranno nel corso del XIX secolo inglobati alla città: Bregille, Velotte, St Ferjeux, la Vèze, Montarmot et Palente.
Con la conquista francese del XVII secolo, si assisté poco a poco ad un'urbanizzazione che si accelerò nel corso del XVIII secolo ed allo stesso tempo l'opera di difesa ideata da Vauban rimodellò i confini della città.
A partire dalla rivoluzione industriale, una serie di numerosi conflitti contrappose gli organi municipali con le autorità militari che spesso non permisero la modifica delle costruzioni militari. La stazione Viotte per esempio negli anni cinquanta del '800 venne eretta fuori le mura difensive. La città nel XIX e prima parte del XX secolo, continuò ad ampliarsi al di là del fiume; vennero costruiti nuovi ponti per facilitare il passaggio sul Doubs e favorire la comunicazione con città quali Dole et Belfort; nuove aree militari vennero eretti a detrimento delle vigne; nuovi quartieri sorsero, quali Chaprais, la Butte, St Claude et St Ferjeux.
Nel secondo dopoguerra, il forte aumento demografico obbligò a costruire dei quartieri periferici (le cités) di grandi dimensioni (Grette, Clairs-Soleils, Viotte, Palente) tra i quali spicca Planoise, accanto a delle zone industriali.
L'attuale Besançon può essere quindi divisa in quattro aree urbane:
- la città classica europea, compatta e organizzata intorno a vie e piazze;

-*una prima corona corrispondente allo sviluppo tra 1850 e 1951, con una densità media di costruzioni fatti essenzialmente di case individuali e piccoli edifici;
- una forma più periferica corrispondente ad edifici collettivi di grandi dimensioni, di zone industriali e commerciali;
- una frangia urbana a bassa densità con edifici sparsi o appena raggruppati intorno alle vie di comunicazione, e dove domina il verde.

### Suddivisioni storiche

Mappa dei quartieri di Besançon
01: La Boucle
02: Velotte
03: La Butte
04: Battant
05: Les Chaprais
06: Bregille
07: Saint-Ferjeux
08: Montrapon
09: Saint-Claude
10: Palente
11: Les Clairs-Soleils
12: Planoise
13: Les Tilleroyes
14: Chailluz

Secondo l'agenzia d'urbanismo dell'agglomerazione di Besançon, il comune è composto da quattordici grandi quartieri:
| - 01 - La Boucle (11 225 abitanti) - 02 - Velotte (2 367 ab.) - 03 - La Butte (8 675 ab.) - 04 - Battant (4 086 ab.) - 05 - Les Chaprais (15 672 ab.) - 06 - Bregille (3 528 ab.) - 07 - Saint-Ferjeux (6 452 ab.) - 08 - Montrapon (13 444 ab.) - 09 - Saint-Claude (15 394 ab.) - 10 - Palente (10 447 ab.) - 11 - Les Clairs-Soleils (5 580 ab.) - 12 - Planoise (17 861 ab.) - 13 - Les Tilleroyes (2 212 ab.) - 14 - Chailluz |

### Suddivisioni amministrative
Besançon è divisa amministrativamente in 6 cantoni:
- Besançon-1
- Besançon-2
- Besançon-3
- Besançon-4
- Besançon-5
- Besançon-6

## Economia
Prima della crisi degli anni Settanta e Ottanta del Novecento, l'economia della città era principalmente dedicata all'industria dell'orologeria e al settore tessile. Al giorno d'oggi il settore terziario è il principale serbatoio per l'impiego insieme all'industria legata alla micro-tecnica, la nanotecnologia e alla meccanica.

### Industria
Meccanica, micro-tecnica e ingegneria biomedica
Dopo essere stata la capitale francese dell'orologeria, Besançon ha saputo riconvertirsi utilizzando il suo savoir-faire per specializzarsi in settori quali la micro-meccanica, la micro-tecnica, le nanotecnologie, l'ottica e l'elettronica. La micro-tecnica bisontina è simboleggiata dal tecno-polo Temis (Technopole Microtechnique et Scientifique) creato a partire dal 2000 e che raggruppa aziende, laboratori di ricerca e istituti di formazione specializzati. La loro promozione è assicurata dal salone internazionale Micronora.
Besançon è inoltre uno degli 11 centri nazionali del ingegneria biomedica e costituisce la parte della micro-medicale a Temis. L'ISIFC, prima scuola francese del settore, forma dal 2001 ingegneri biomedici.
In totale, il settore è rappresentato da 350 aziende, 500 ricercatori e circa 11.000 impieghi per un fatturato di 1,36 miliardi d'euro.

#### Stabilimenti industriali
Al primo gennaio 2012, Besançon comprendeva 451 stabilimenti industriali, di cui 368 per l'industria manifatturiera, così ripartite per settore d'attività:
| Settore                                                                  | Numero di stabilimenti | Percentuale totale |
| ------------------------------------------------------------------------ | ---------------------- | ------------------ |
| Industria estrattiva, energia, acqua, gestione di rifiuti                | 83                     | 18,4 %             |
| Fabbricazione di generi alimentari, bevande e prodotti a base di tabacco | 101                    | 22,4 %             |
| Fabbricazione di materiale elettrico, elettronico, informatico           | 45                     | 10 %               |
| Fabbricazione di materiali di trasporto                                  | 3                      | 0,7 %              |
| Fabbricazione di altri prodotti industriali                              | 219                    | 48,5 %             |

### Servizi
Nella comunità di agglomerazione della Grand Besançon (CAGB), il settore terziario concentra sul totale un 85% di aziende e il 75% degli impieghi.
Amministrazione e servizi pubblici
- Centro ospitaliero di Besançon - tra 5000 e 5500 dipendenti
- Comune di Besançon - 2800 lavoratori
- Crédit agricole mutuel de Franche-Comté - 1500 impiegati
- Dipartimento del Doubs - circa 1000 lavoratori
- SNCF - tra 600 e 700 dipendenti
- Ginko trasporti - circa 550 lavoratori

Esercito
La guarnigione di Besançon è una delle più importanti di Francia con circa 1650 militari e 400 civili che lavorano nell'Armée de terre.
Commercio
La città accoglie degli spazi commerciali nel centro della città (soprattutto in Grande Rue e rue des Granges), e nelle zone periferiche di Châteaufarine all'ovest, Valentin a nord e Chalezeule all'est.
L'orologeria e la gioielleria rappresentano una parte importante del commercio cittadino con a capo l'azienda Maty (350 dipendenti) e Festina France (100 lavoratori).

### Turismo
La città ha una vocazione turistica prettamente culturale grazie alla sua storia (monumenti, musei) e al suo dinamismo (eventi culturali).
La Cittadella di Besançon, prima destinazione turistica della regione, accoglie ogni anno oltre 250.000 visitatori.

## Infrastrutture e trasporti

### Strade
Le due principali strade statali di Besançon sono la N57, che risalendo in linea retta verso nord la collega a Metz et Nancy e verso sud alla frontiera svizzera, e la N83 che unisce Lione a Strasburgo.
L'autostrada A36 Beaune - Mulhouse, detta la Comtoise, serve la città con ben 3 uscite (nº4.1 Besançon Palente, nº4 Besançon-Saint Claude centro, nº3 Besançon Planoise).

### Ferrovie
La principale stazione della città per gli spostamenti regionali (Lons-le-Saunier, Belfort) e interregionali (Digione, Lione) è la gare Viotte, mentre la gare Mouillére serve principalmente i treni diretti verso Morteau e la Svizzera.
Dal 2011 Besançon, grazie alla linea dell'alta velocità Rhin-Rhône, è collegata direttamente a Parigi (2h) e Strasburgo (90'). La stazione periferica Besançon Franca Contea TGV vi accoglie quasi tutte le fermate anche se qualche treno TGV arriva fino al centro della città alla stazione Viotte. Il collegamento tra le due stazioni è assicurato da una linea di corriere e da alcuni treni regionali.

### Aeroporti
Nonostante sia capitale di regione Besançon non dispone di aeroporti ma solamente di due piccoli aerodromi situati in comuni limitrofi: l'aerodromo di Besançon-La Vèze (aerodromo d'affari europeo) et l'aerodromo di Besançon-Thise. Regionalmente è da segnalare come unico aeroporto internazionale quello di Dole che serve alcuni località turistiche mediterranee. Gli aeroporti internazionali più importanti a prossimità, situati tutti a circa 2 ore di distanza in automobile, sono quelli di Ginevra, Lione Saint-Exupery e l'Euroairport di Basilea-Mulhouse-Friburgo.

### Impianti a fune
La funiculare di Beauregard-Bregille, chiamata comunemente funiculaire de Bregille, fu in funzione dal 1912 al 1987, mettendo in comunicazione la stazione Mouillere con il quartiere di Bregille. Monumento storico dal 2011, attualmente è in fase di studio una sua riabilitazione, condotta dall'associazione Amis du Funiculaire in partenariato con il comune di Besançon.

### Mobilità urbana
Il 30 agosto 2014, dopo due anni e mezzo di lavori, è stata inaugurata la rete tranviaria urbana nel quadro di un progetto di riorganizzazione del trasporto pubblico locale mirato a diminuire il traffico in città, servendo capillarmente tutti i quartieri e creando delle aree di parcheggio periferiche in punti strategici.
L'azienda Ginko, oltre alla gestione delle linee del tram, assicura i trasporti locali su strada con circa una ventina di linee urbane di autobus ed una trentina di linee interurbane di corriere.

## Amministrazione
La città è capoluogo della regione della Borgogna-Franca Contea, del dipartimento del Doubs e di arrondissement. È sede dell'accademia di Besançon e della provincia ecclesiastica di Besançon. È ugualmente a capo della comunità di agglomerazione della Grand Besançon (CAGB).
Come tutti i comuni francesi con una popolazione compresa tra 100.000 e 150 000 abitanti, Besançon è amministrata da un consiglio municipale composto da 55 eletti.

### Sindaci dal 1953
| Periodo | Periodo   | Primo cittadino      | Partito              | Carica  | Note                                                    |
| ------- | --------- | -------------------- | -------------------- | ------- | ------------------------------------------------------- |
| 1953    | 1977      | Jean Minjoz          | SFIO, in seguito PS  | Sindaco |                                                         |
| 1977    | 2001      | Robert Schwint       | PS                   | Sindaco |                                                         |
| 2001    | 2020      | Jean-Louis Fousseret | PS, in seguito LaREM | Sindaco | Municipali del 2014 vinte con il 47,4% al secondo turno |
| 2020    | in carica | Anne Vignot          | Gli Ecologisti       | Sindaco |                                                         |

### Consolati
- Consolato d'Algeria, copre i dipartimenti della Franca Contea e il dipartimento di Digione (Côte D’Or)

### Gemellaggi
La città di Besançon ha firmato accordi di gemellaggio o cooperazione con tredici collettività territoriali straniere:

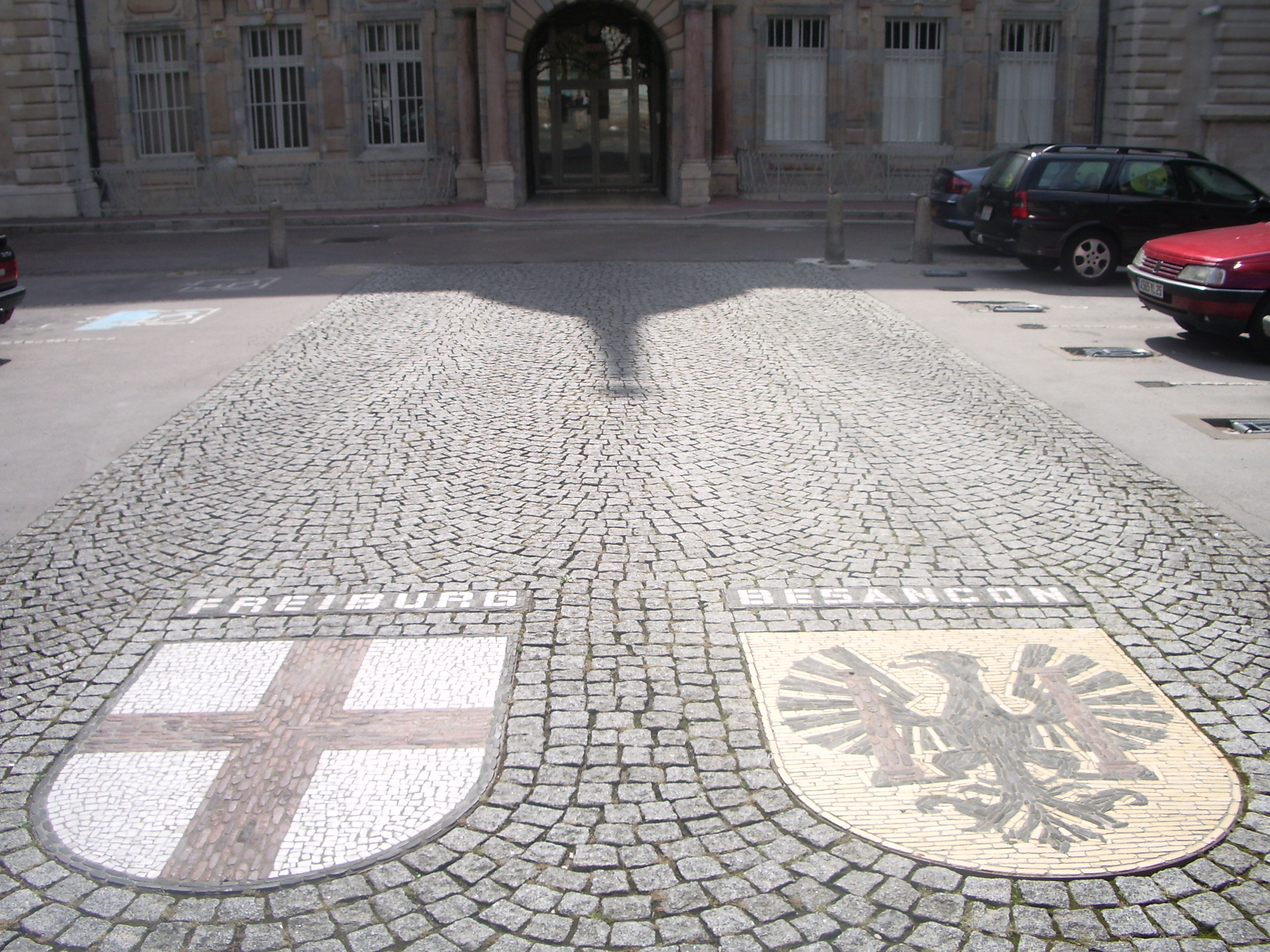
Stemmi di Friburgo in Brisgovia e Besançon

- Huddersfield, dal 1955, allargato al distretto di Kirklees nel 1995
- Friburgo in Brisgovia, dal 1959
- Hadera, dal 1964
- Pavia, dal 1964
- Neuchâtel, dal 1975
- Douroula, dal 1985
- Kuopio, dal 1986
- Man, dal 1991, protocollo d'accordo di cooperazione decentralizzato
- Tver', dal 1996
- Bistrița, dal 1997 ma relazioni intrattenute dal 1990
- Bielsko-Biała, dal 2000
- Aqabat Jabr, dal 2004, campo di rifugiati in partenariato
- Charlottesville, dal 2006

## Sport

### Club professionistici
Besançon è tradizionalmente presente ad alto livello nel basket maschile (Besançon Basket Comté Doubs) e nelle sezioni femminile e maschile della pallamano (Entente Sportive Besançon).

### Sport dilettantistico
La pratica dello sport nell'agglomerazione bisontina è assai diversificato, sia per l'impulso del comune che per il quadro geofisco della città (presenza di colline, pareti, corsi d'acqua, boschi...). Tra gli sport più praticati, accanto al calcio, incontriamo la mountain-bike, la scalata, il canottaggio, il kayak e l'escursionismo.
Besançon ha una scuola internazionale di calcio
L'Accademia del Calcio Orchamps Besançon è un'accademia per giovani giocatori da 4 a 13 anni. Etichettato dalla Federazione francese di calcio perché il marchio nel 2004, il suo scopo è di far progredire i giovani giocatori in tutti gli aspetti del calcio per diventare giocatori potenti all'ingresso degli Football 11-14 anni.

### Impianti sportivi
La città è dotata di un Palazzetto dello Sport con una capacità modulabile: 4200 posti a sedere per il basket e 3400 per la pallamano. Lo stadio Léo-Lagrange, il maggiore della città, è attualmente in fase di ristrutturazione. Vi sono anche due piscine olimpiche (Mallarmé e La Fayette), due piscine all'aria aperta (Chalezeule e la Nautique Bisontin), una sala di pattinaggio su ghiaccio (La Fayette), tre sale di ginnastica, tre complessi sportivi e vari terreni di calcio.